# Liste der Baudenkmäler in Bad Tölz

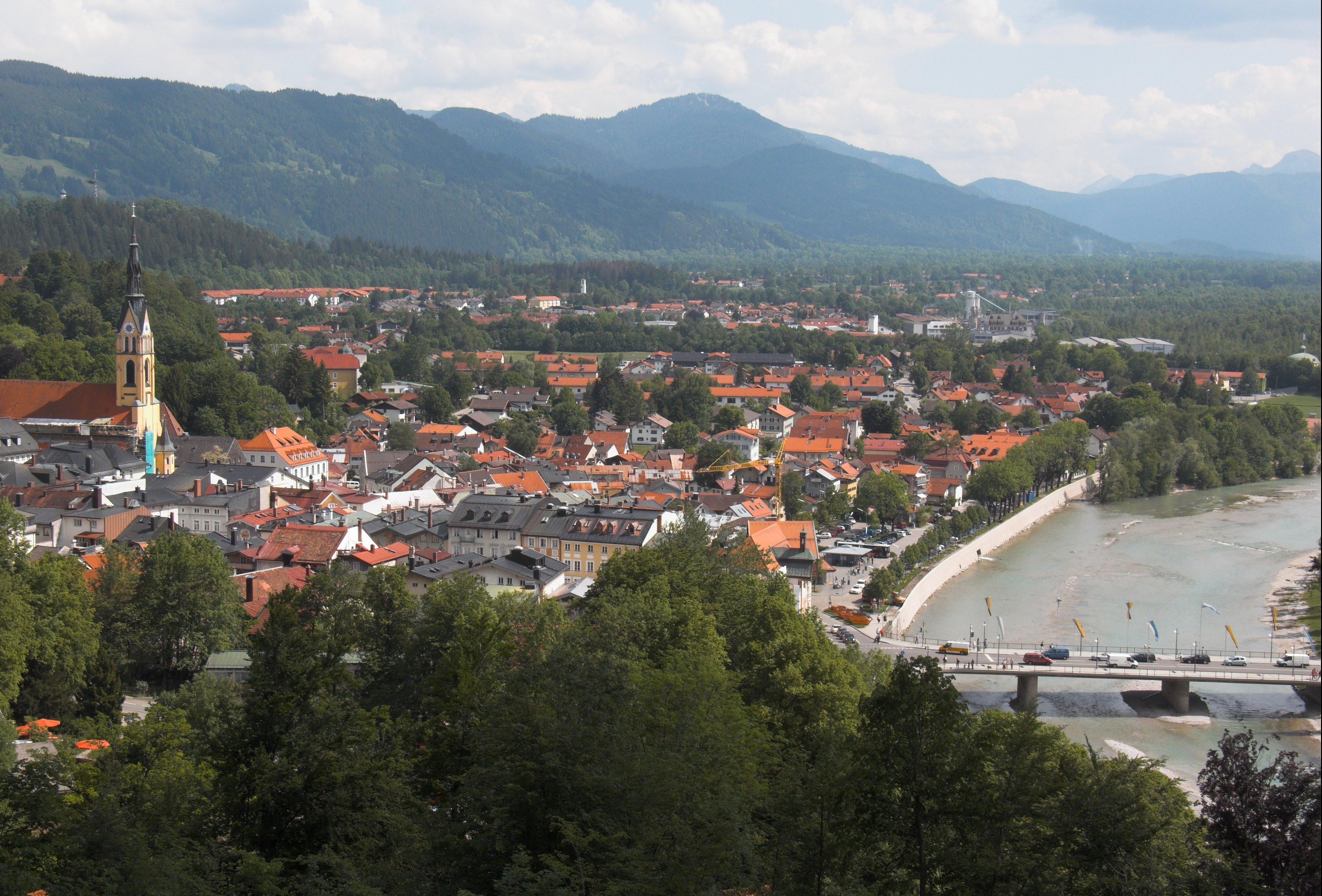
Blick auf Tölz und die Isarbrücke

Auf dieser Seite sind die Baudenkmäler in der oberbayerischen Stadt Bad Tölz zusammengestellt. Diese Tabelle ist eine Teilliste der Liste der Baudenkmäler in Bayern. Grundlage ist die Bayerische Denkmalliste, die auf Basis des Bayerischen Denkmalschutzgesetzes vom 1. Oktober 1973 erstmals erstellt wurde und seither durch das Bayerische Landesamt für Denkmalpflege geführt wird. Die folgenden Angaben ersetzen nicht die rechtsverbindliche Auskunft der Denkmalschutzbehörde.

## Ensembles

### Ensemble Marktstraße
Die Tölzer Marktstraße gehört zu den eindrucksvollsten Straßenzügen Oberbayerns, eine wittelsbachische Anlage wohl aus dem 13. Jahrhundert. Sie bildet noch heute den Kern der gesamten Ortslage, mit der sie städtebaulich-funktionell mehrfach und eng verzahnt ist. Ihre vorwiegend aus dem 15.–18. Jahrhundert stammende Bebauung mit stattlichen Bürgerhäusern und zahlreichen für das öffentlich-städtische Leben maßgeblichen Gebäuden erhielt ihre Einheitlichkeit in den Jahren nach 1900 durch die teils restaurierenden, teils historisierenden Maßnahmen des Münchener Architekten Gabriel von Seidl, welcher die Heiterkeit eines barocken Straßenbildes wieder erstehen ließ.
Beispielgebend war die Umgestaltung des ehemaligen Bürgerbräus (Marktstraße 48) zum Rathaus, bei der Seidl dem Traufseitbau zwei Parallelgiebel mit vorstehenden Flachsatteldächern und einen Dachreiter – als Gegenstück zum Zwiebeltürmchen des Alten Rathauses (Marktstraße 43) – aufsetzte, die Fassade mit zwei Kastenerkern gliedern und mit Stuck, Lüftlmalerei, Sinnsprüchen, einer Stunden- und einer Mondzeituhr schmücken ließ. Der Rückblick in die eigene Ortsgeschichte wurde zu einer festlichen Repräsentation, als man die gegen Ende des 19. Jahrhunderts arg renovierungsbedürftigen Häuser wieder mit den charakteristischen Flachsatteldächern und der Farbigkeit herrichtete, die ein Aquarell als Zustand von etwa 1800 festgehalten hatte; zusätzlich bereicherte man die Fassaden durch ein Relief von Stuckornamenten in der Technik von Schablonenputz.
Der rund 400 Meter lange, von Westen nach Osten ansteigende Straßenzug ist leicht gekrümmt und im oberen und unteren Drittel durch sanfte Bogenlinien verbreitert, während er sich an den Enden wieder auf die halbe Breite einengt. In der oberen Erweiterung wurde 1887 das Denkmal für die Gefallenen von 1870/71, das sogenannte Winzerer-Denkmal, in der unteren Erweiterung die Mariensäule aufgestellt. Das östliche Ende der Straße begrenzte seit 1353 mit dem Khanturm ein Marktturm, der eine Zäsur zum oberen Vormarkt am Ried und am Mühlfeld bildete (Salzstraße, Ellbachzeile und die 1925 abgetragene Mariahilfzeile). Der Turm fiel 1969 einem Beschluss des Stadtrats zum Opfer, um die Marktstraße für den modernen Autoverkehr zu öffnen. Unmittelbar nach dem Abbruch wurde an dessen Stelle ein dem historischen Original lediglich angenäherter und verbreiterter Neubau mit einem in Betonbauweise errichteten Flachbogen errichtet. Eine Marktummauerung gab es ebenso wenig wie einen Turm am unteren Ende der Marktstraße, wo der Blick frei über die 1733–35 errichtete Franziskanerkirche hinweg in das westlich gelegene Hügelland ging. In der planmäßig und maßstäblich angelegten Straße ist die Durchschnittsbreite zugleich die Durchschnittstiefe der beidseitigen Häuserzeilen; die Querachse des Marktes schneidet genau durch das Alte Rathaus im Norden und den Hochaltar der Katholischen Stadtpfarrkirche im Süden. Die Kirche selbst steht hinter der südlichen Häuserreihe und ist damit zwar vom unmittelbaren Geschehen auf dem Markt isoliert, war aber durch die genau auf das Nordportal zuführende Kirchgasse stets mit ihm verbunden. Erst 1874 ermöglichte der Abbruch des Tanzhauses die zweite Zufahrt durch die Schulgasse. Im selben Jahr erfolgte auch der Durchbruch nach Nordosten an der damaligen Bahnhofs-, heute Hindenburgstraße, wodurch der Endbahnhof der Strecke Holzkirchen-Tölz an die Marktstraße angebunden wurde, bis mit der Vollendung der Bahnstrecke München–Lenggries der Bahnhof 1924/25 an seine heutige Stelle verlegt wurde.
Die Anlage des Marktes ist durch die geologische Besonderheit eines Tuffsteinrückens in Verbindung mit einer Schotteranschwemmung sowie durch die Verkehrslinien einer West-Ost-Straße und der nach Norden führenden Flößerei auf der Isar bestimmt. Für den Straßenabstieg aus dem Oberland zur Isarüberquerung bot sich der mäßig abfallende Hügelrücken der späteren Marktstraße, der von zwei Bächen flankiert wird: nördlich von dem sanfteren Krottenbach und südlich von dem wasserreichen Ellbach, der in den anstehenden Tuffstein ein schluchtartiges Bett gegraben hatte. Eine halbinselförmige Schleife dieser Schlucht gab den idealen Platz für die Errichtung einer Burg im 12. Jahrhundert. Damit waren die klassischen Voraussetzungen „Fluss-Straßenübergang-Burg“ für die Gründung einer Siedlung erfüllt, die zunächst vermutlich oberhalb des Burghalsgrabens durch die Herren von Reginsried am heute noch so benannten Ried erfolgte.
Nach dem Übergang der Burg von den Reginsriedern über die Hohenburger und Tölzer an die Wittelsbacher legten diese zum Zweck der Landesorganisation, Herrschaftsfestigung und Einnahmensteigerung die Marktstraße auf dem abfallenden Hügelrücken an; im Jahr 1331 erhielt die schon 1281 „Markt“ genannte Siedlung durch Kaiser Ludwig den Bayern das Markt- und Bannrecht verliehen. Nach Einsturz der Burg im Jahre 1770 wurde diese nicht mehr aufgebaut, sondern statt ihrer 1772 näher am Markt auf einem schmalen, ebenfalls dreiseitig abfallenden Hügelsporn das landesherrliche Pflegamt, das heutige Rathaus (Am Schloßplatz 1) errichtet.

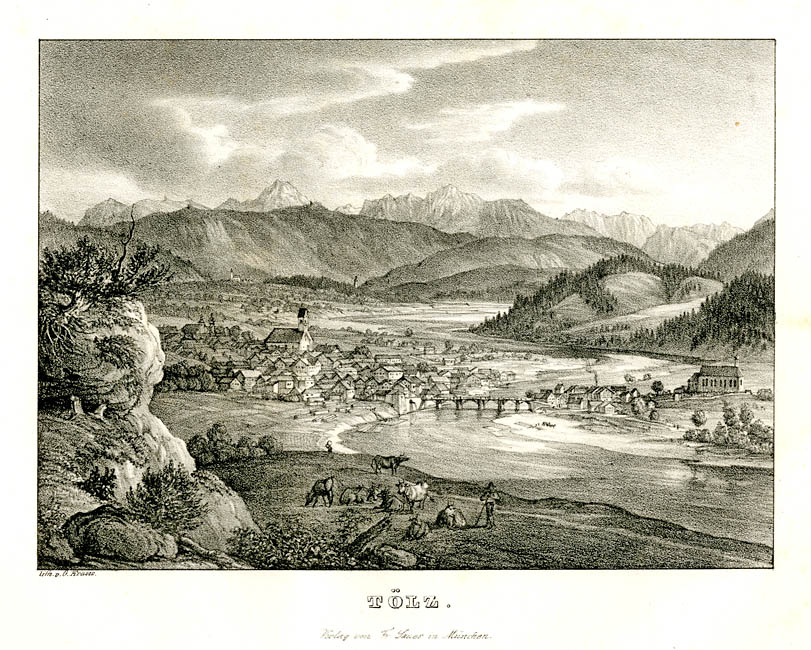
Tölz, Stich aus dem Jahr 1837

Zu Füßen des Markt- und des Burghügels wurde das Kiesanschwemmland, das sogenannte „Gries“ für weniger Begüterte zur Bebauung freigegeben (vgl. Ensemble Im Gries). Wohl in der 2. Hälfte des 12. Jahrhunderts hatten die Bürger als technische Großleistung die für sie wichtige Umleitung des Ellbachs durchgeführt. Im nordöstlichen Ellbacher Moor entspringend, war dieser trotz gleichbleibend großer Durchflussmenge als Triebwasser nicht geeignet, da in seiner engen Schlucht keine Betriebe angesiedelt werden konnten, außer einer einzigen Waffenschmiede am Ausgang der Schlucht. Im nördlichen Krottenbachtal hingegen wären geeignete Plätze zur Triebwerksansiedlung gewesen, wenn der Krottenbach nicht eine zu unregelmäßige Wasserführung gehabt hätte. Um beide Mängel auszugleichen, wurde ein Teil des Ellbachwassers am oberen Ende des Rehgrabens abgefangen, in ausgeklügelter Kanalführung über das Mühlfeld umgeleitet und oberhalb des Marktes aufgeteilt in den Marktbach und in den Mühlbach. Ersterer wurde mitten durch die Marktstraße geleitet und mit fünf oder sechs Röhrenbrunnen kombiniert; er verlief bis 1890 offen und wurde erst 1964 beseitigt. Der nach Norden steil abfallende Mühlbach hatte zunächst vier Mühlen zu betreiben, ehe er hinter der Einmündung in das Krottenbachbett ein Triebwerk nach dem andern bedienen musste und von da ab die nördliche Grenze der Marktstraßenbebauung bildete. Die Triebwerksanlagen und Wirtschaftshöfe am Bach waren von der Marktstraße her durch gewölbte Durchfahrten im Erdgeschoss der fast lückenlos gereihten Wohnhäuser zugänglich, wobei dieser Zugang vorbei an Zwischenhöfen mit schmäleren seitlichen Verbindungsbauten samt Altanen, Ställen, Stadeln und Brauereien (deren es im alten Tölz nicht weniger als 22 gab) führte. Die wenigen Anwesen nördlich des Baches wie z. B. das Gerberhaus (Jägergasse 2) oder die Häuser am südlichen Hangfuß des Kalvarienberges (Nockhergasse 1–17 ungerade Nummern) wurden durch die schmale Lederer-, heutige Jägergasse, die Mühlgasse und die sie verbindende heutige Nockhergasse erschlossen, welche auch als Anfahrt zum Kalvarienberg, zu den Grundstücken am Hintersberg, entlang dem Krottenbach und zur Schießstatt diente; eine untere Anbindung an die Marktstraße wie durch die heutige Säggasse gab es früher nicht. Die Anordnung der Anwesen in der südlichen Marktzeile ist spiegelbildlich. Wenn auch hier kein Bach verlief, so ist die Grenze dennoch durch den tief eingeschnittenen Hohlweg des heutigen Schulgrabens mit seiner unteren Fortsetzung als Römergasse vorgegeben. Dort hinunter führen außerdem die beiden Ausfallstraßen der südlichen Marktzeile, die Lenggrieser Straße, früher Reitschmidgasse, und die Klammer-, früher Pudlgasse, als Landstraßenanbindung nach Lenggries (am Kapellengasteig bestand vor 1905 nur eine Stiege) bzw. als Verbindungsgasse in das Gries.
Aktennummer: E-1-73-112-1

### Ensemble Im Gries
Die Siedlung Im Gries entspricht in ihrer Einmaligkeit der Bedeutung des Marktes Tölz: wohl kaum sonst wo in Bayern findet sich noch eine so große, komplett erhaltene und weitgehend ungestörte Handwerker- und Herbergssiedlung. Wenn auch derzeit nicht feststeht, ob sie früher, gleichzeitig oder nach der Marktstraßenanlage zu datieren ist, so ist sie von der Entstehung her dennoch ihre notwendige Ergänzung: die Handwerker, Flößer, Kalkbrenner, Köhler und Fischer, die ein eigenes Heim anstrebten, obwohl sie weniger begütert waren, durften hier am Kiesanschwemmland bauen. Sie wurden zwar dort gelegentlich von Isarhochwassern betroffen, hatten ansonsten aber die wärmste, da fast allseitig durch ansteigende Höhen windgeschützte Lage zur Verfügung.
Bei aller Beliebigkeit des Bauens lässt sich aber auch hier ein übergreifendes Ordnungsschema erkennen. Die früheste Bebauung dürften die Hauszeilen an den Hangkanten nördlich des Jungmayrplatzes und nordöstlich der Konradgasse gewesen sein, wo das Gelände aus der Griesniederung einerseits zum Markt und andererseits zur Burg ansteigt, beides sonnenseitige und hangwärts geschützte Bauplätze. In der weiteren Folge wurde diesen beiden Hangzeilen eine konvex gekrümmte Bauzeile gegenübergestellt, wodurch der Jungmayrplatz und seine trichterförmige Fortsetzung in die Konradgasse entstanden. Dieser von Nordwest nach Südost führenden Erschließungsachse wurde eine parallele Achse, die heutige Krankenhausstraße, vorgeschaltet; mit ihr sollten die nächsten Bebauungsabschnitte bis hin zum Rehgraben, dem Unterlauf des vor seiner Verlegung hier aus der Schlucht heraustretenden Ellbachs, erschlossen werden. Hier entstand 1498 als größtes Gebäude das Bruderhaus (Krankenhausstraße 32). Bei weiterem Baulandbedarf wurde später auch jenseits des Baches gebaut und eine zusätzliche Ost-West-Erschließungsachse angelegt.
Im Gegensatz zu dem südlich der Fischergasse und der Lenggrieser Straße in neuere Bebauung übergehenden äußeren Gries zeigt das innere Gries noch einen oval geschlossenen, durch die Hangkanten, den Bachlauf und das ehemalige Isar-Wildufer bestimmten Umriss; dieser weist durch seine zwei Längsstraßen und die eine schräg verlaufende Querstraße, die Botengasse, eine sinnvolle Unterteilung auf. Durch den Nord-Süd-Straßenzug der ins äußere Gries verlängerten Botengasse mit der Fortsetzung in die Klammergasse wird die direkte Verbindung aus dem Gries mit der Marktstraße erreicht. Die abgewinkelten Begrenzungslinien der Botengasse offenbaren den Widerstreit zwischen individueller, sparsamster Grundstücksnutzung und übergreifendem Planungsanspruch, bei dem letzterer doch maßgeblich blieb. Wo die Botengasse die beiden Längsstraßen schräg überquert, ist beispielsweise jeweils eine platzartige Erweiterung entstanden, die bezeichnenderweise noch heute mit je einem Röhrenbrunnen besetzt ist.
Die Grundstücksgröße ist im Gries naturgemäß erheblich geringer, d. h., sie beträgt durchschnittlich nur ein Viertel von der Fläche der Grundstücke an der Marktstraße. Manche Gebäude sind außerdem als Doppel-, Dreifach- oder gar Vierfachhäuser unterteilt, wobei die Unterteilung in unterschiedlicher Weise entweder firstparallel, giebelparallel oder geschossweise erfolgte und sich nicht selten in verschiedener Fassadenzier oder -färbung ablesen lässt. Auch die hölzernen Außenstiegen in die einzelnen Eigentümer-Stockwerke oder die nebeneinander liegenden doppelten Haustüren erklären sich daraus. Der Hausstil ist ähnlich, jedoch schlichter als an der Marktstraße; auch hier werden die aus Stein errichteten Häuser von einem vorstehenden Flachsatteldach gedeckt. Allerdings sind die Geschosshöhen geringer, so dass hier in der üblichen Zweigeschosshöhe drei Stockwerke untergebracht werden konnten, das oberste freilich mit seitlicher Dachabschrägung. Putzornamentik ist teilweise vorhanden, gelegentlich auch Freskomalerei, aber erheblich einfacher als bei den Fassaden an der Marktstraße; die meist quadratischen Fenster sind relativ klein, die Dachgiebel häufig verbrettert. Die beschriebene sozialgeschichtliche Situation begründet den malerischen Reiz des Viertels, der in seiner Kleinmaßstäblichkeit, in den anheimelnden Proportionen der Häuser und im Wechselspiel zwischen Individualität und Gesamtordnung liegt. Besonders auffällig sind neben der Geschlossenheit des Jungmayrplatzes die Blickachsen der auf den Turm der Katholischen Stadtpfarrkirche zustrebenden Botengasse und der auf die Doppelturmfassade der Kalvarienbergkirche ausgerichteten Konradgasse, da beide durch diese kirchlichen Festarchitekturen gleichsam überhöht werden.
Aktennummer: E-1-73-112-2

## Baudenkmäler nach Ortsteilen

### Bad Tölz
| Lage                                                                                    | Objekt | Beschreibung | Akten-Nr.                         | Bild                                                     |
| --------------------------------------------------------------------------------------- | --- | --- | --------------------------------- | -------------------------------------------------------- |
| Alter Bahnhofplatz 15 (Standort)                                                        | Wohnhaus | Zweigeschossiger backsteinsichtiger Satteldachbau mit Kniestock, Sohlbankgesims und Stichbogenfenstern, letztes Viertel 19. Jahrhundert | D-1-73-112-1 Wikidata             | Wohnhaus                                                 |
| Am Bache 5 (Standort)                                                                   | Wohnhaus | Wohnhaus mit Flachsatteldach, im Kern 18. Jahrhundert | D-1-73-112-3 Wikidata             | Wohnhaus                                                 |
| Am Graben 11 (Standort)                                                                 | Ehemalige Hammerschmiede | Wohnhaus mit Mansard-Halbwalm, im Kern zweite Hälfte 18. Jahrhundert | D-1-73-112-7 Wikidata             | Ehemalige Hammerschmiede                                 |
| Am Kalkofen 4 (Standort)                                                                | Kalkofen | Mit kegelförmigem verputztem Ziegelmauerwerk-Oberbau, ursprünglich um 1650, Erneuerung des Oberbau 1928, Schutzdach 1985 | D-1-73-112-316 Wikidata           | weitere Bilder                                           |
| Am Manfredhof 39 (Standort)                                                             | Villa Gabriel von Seidls | Zweigeschossiger Doppel-Steildachbau mit Balkonnische und erkerartigem Ausbau, von Gabriel von Seidl, Anfang 20. Jahrhundert | D-1-73-112-22 Wikidata            | Villa Gabriel von Seidls                                 |
| Amortplatz 1 (Standort)                                                                 | Ehemaliges Gasthaus Bruckbräu, jetzt Geschäftshaus | Stattlicher, mehrgliedriger Bau mit Stichbogenfenstern, im Kern Mitte 18. Jahrhundert, um 1870/1880 und modern überarbeitet | D-1-73-112-8 Wikidata             | Ehemaliges Gasthaus Bruckbräu, jetzt Geschäftshaus       |
| Am Ried 2 (Standort)                                                                    | Wohnhaus | Mit Flachsatteldach und altem Fresko, zweite Hälfte 18. Jahrhundert | D-1-73-112-9 Wikidata             | weitere Bilder                                           |
| Am Ried 4 (Standort)                                                                    | Kleines Wohnhaus | Mit Mansard-Walmdach, gegen 1900 | D-1-73-112-10 Wikidata            | Kleines Wohnhaus                                         |
| Am Ried 6 (Standort)                                                                    | Wohnhaus | Zweigeschossiger putzgegliederter Flachsatteldachbau in Ecklage mit Fresko am Bodenerker, erste Hälfte 18. Jahrhundert | D-1-73-112-11 Wikidata            | Wohnhaus                                                 |
| Am Ried 8 (Standort)                                                                    | Wohnhaus | Zweigeschossiger ecklagiger Flachsatteldachbau, im Kern 18. Jahrhundert | D-1-73-112-12 Wikidata            | Wohnhaus                                                 |
| Am Schloßplatz 1 (Standort)                                                             | Ehemaliges Landgericht, jetzt Rathaus | Dreigeschossiger freistehender Zeltdachbau mit Putzgliederung, im Kern 1772, 1862 aufgestockt, mehrfach erneuert | D-1-73-112-13                     | weitere Bilder                                           |
| Am Schloßplatz 2 (Standort)                                                             | Ehemaliges Benefiziatenhaus | Zweigeschossiger Satteldachbau mit Kniestock und Wandbild, um 1835, erneuert | D-1-73-112-14 Wikidata            | Ehemaliges Benefiziatenhaus                              |
| Am Schloßplatz 5 (Standort)                                                             | Ehemalige Musikschule, jetzt Greiner Kulturhaus | Zweigeschossiger historisierender Mansardwalmdachbau mit Putzgliederung und Mittelrisalit, von 1875, 1911 erweitert | D-1-73-112-15                     | Ehemalige Musikschule, jetzt Greiner Kulturhaus          |
| Am Stein 1; Bockschützstraße 2 a; Bockschützstraße 2 b; Bockschützstraße 2 c (Standort) | Vierfachhaus | Dreigeschossiges ecklagiges Doppelgiebelhaus mit Flachsatteldächern, 18. Jahrhundert | D-1-73-112-37 Wikidata            | weitere Bilder                                           |
| Am Stein 4 (Standort)                                                                   | Wohnhaus | Dreigeschossiger Flachsatteldachbau mit Kniestock, im Kern 18. Jahrhundert | D-1-73-112-16 Wikidata            | Wohnhaus                                                 |
| Am Stein 6 (Standort)                                                                   | Ehemaliges Landhaus, sogenanntes Haus Isarblick | Zweigeschossiger putzgegliederter Flachsattel-Kreuzdachbau im Spätmaximilianstil mit Kniestock, breiten Ecklisenen und Balkons, um 1855/65 | D-1-73-112-156 Wikidata           | Ehemaliges Landhaus, sogenanntes Haus Isarblick          |
| An der Osterleite 25 (Standort)                                                         | Ehemaliger Schlossbräukeller, jetzt Wohnhaus | Zweigeschossiger Halbwalmdachbau mit Balkon, zweites Viertel 19. Jahrhundert, über gewölbter Kelleranlage | D-1-73-112-17 Wikidata            | Ehemaliger Schlossbräukeller, jetzt Wohnhaus             |
| Annastraße 1 (Standort)                                                                 | Landhaus, sogenannte Villa Anna | Zweigeschossiger putzgegliederter Flachsatteldachbau in historisierenden Formen mit Eckturm, 1891 | D-1-73-112-20 Wikidata            | Landhaus, sogenannte Villa Anna                          |
| Arzbacher Straße 12 (Standort)                                                          | Villa, sogenannte Villa Bartholomäus | Zweigeschossiger Flachsatteldachbau in Heimatstilformen mit Zwerchgiebel, Balkons und aufgebrettertem Fachwerk-Kniestock, um 1900 | D-1-73-112-21 Wikidata            | Villa, sogenannte Villa Bartholomäus                     |
| Aufgang zum Kalvarienberg 4 (Standort)                                                  | Landhaus | reich gegliederter, zweigeschossiger, verputzter Flachsatteldachbau mit holzverschaltem Kniestock, doppelter Widerkehr, Eckern, Balkonen, hohem in Bogenstellungen geöffneten Sockelgeschoss und Freitreppe, in Formen des expressiven Heimatstils, im Kern um 1890, prägender erweiternder Umbau von Karl Stöhr 1922/23 | D-1-73-112-400                    | Landhaus                                                 |
| Aufgang zum Kalvarienberg 20 (Standort)                                                 | Katholische Doppelkirche Hl. Kreuz | Barocke Doppelturm-Anlage bestehend aus zwei Saalräumen mit dazwischen liegendem erhöhtem Chor, Heilige Stiege und nördlicher Stifterkapelle, 1723 bis 1726, Türme 1732; mit Ausstattung Kapelle St. Leonhard, sogenannte Leonhardikapelle, von eiserner Votivkette umgürteter barocker Satteldachbau mit Dachreiter, 1718; mit Ausstattung Doppelkapelle, barocker Bau mit Säulenportikus bestehend aus erdgeschossiger Kerkergrotte und darüber liegender Annagelungskapelle, um 1735; mit Ausstattung Kalvarienberg, monumentale Kreuzigungsgruppe mit Assistenzfiguren, bronzener Kruzifix 1721, Assistenzfiguren 1872, Schächer wohl 20. Jahrhundert Stationskapellen, fünf Satteldachbauten mit neubarocken Schweifgiebeln, 1926; mit Ausstattung Ölberganlage, Christusfigur mit Engel, um 1895, am Aufstiegsbeginn | D-1-73-112-23 Wikidata            | weitere Bilder                                           |
| Badstraße 10 (Standort)                                                                 | Wohn- und Geschäftshaus | Dreigeschossiger Schopfwalmdachbau mit Eckerker und Balkons, Anfang 20. Jahrhundert | D-1-73-112-24 Wikidata            | Wohn- und Geschäftshaus                                  |
| Badstraße 18 (Standort)                                                                 | Wohnhaus mit Gaststätte | Dreigeschossiger rauputzgegliederter Eckbau über hohem Sockelgeschoss mit risalitartiger Eckausbildung, Zwerchgiebel und Balkon, Anfang 20. Jahrhundert | D-1-73-112-25 Wikidata            | Wohnhaus mit Gaststätte                                  |
| Bahnhofplatz 8 (Standort)                                                               | Bahnhofsgebäude | Zweigeschossiger breit gelagerter Walmdachbau mit mittigem Uhrturm, von Georg Buchner, 1925 | D-1-73-112-26 Wikidata            | weitere Bilder                                           |
| Bahnhofstraße 1 (Standort)                                                              | Wohn- und Geschäftshaus | Zweigeschossiger rauputzgegliederter Halbwalmdachbau mit Zwerchhaus, Ende 19./Anfang 20. Jahrhundert | D-1-73-112-27 Wikidata            | Wohn- und Geschäftshaus                                  |
| Bahnhofstraße 10 (Standort)                                                             | Vermessungsamt | Zweigeschossiger putz- und stuckgegliederter Walmdachbau in neubarocken Formen mit Natursteinportal, bezeichnet mit „1939“ | D-1-73-112-28 Wikidata            | weitere Bilder                                           |
| Bairawieser Straße 2; Nockhergasse 29 (Standort)                                        | Doppelhaus | Zweigeschossiger Flachsatteldach-Eckbau mit Kniestock, Erker, Balkon und Wandbild, erste Hälfte 18. Jahrhundert | D-1-73-112-256 Wikidata           | Doppelhaus                                               |
| Bairawieser Straße 31 (Standort)                                                        | Waldfriedhof | Anlage von Peter Freisl, 1905/06, 1949/50 westlich und 1964/65 nördlich erweitert Friedhofskirche, neubarocker Zentralbau mit Zwiebeldachreiter; mit Ausstattung Leichenhalle mit Wärterwohnung, erdgeschossiger Satteldachbau mit neubarockem Portal und seitlichem Giebelportikus Arkadenhalle, bogenförmig Arkadengang mit Zeltdachpavillons und zahlreichen Grabdenkmälern Friedhofsmauer, mit neubarockem Portal | D-1-73-112-31 Wikidata            | Waldfriedhof                                             |
| Benediktbeurer Straße 2 (Standort)                                                      | Ehemalige Sägemühle, sogenanntes Hanfstängl-Haus | Zweigeschossiger putzgegliederter Mansard-Halbwalmdachbau mit Lauben und Rundbogentor, erstes Drittel 19. Jahrhundert | D-1-73-112-32 Wikidata            | Ehemalige Sägemühle, sogenanntes Hanfstängl-Haus         |
| Benediktbeurer Straße 7 (Standort)                                                      | Gasthof Zollhaus | Dreigeschossiger Flachsatteldachbau mit Kniestock und Balkons, drittes Viertel 19. Jahrhundert | D-1-73-112-33 Wikidata            | Gasthof Zollhaus                                         |
| Bergweg 6 (Standort)                                                                    | Kurpension | Zweigeschossiger putz- und stuckgegliederter Walmdachbau in historisierenden Formen mit Giebelrisalit, Eckerkerturm und Treppenturm, um 1900 | D-1-73-112-34 Wikidata            | Kurpension                                               |
| Bergweg 11 (Standort)                                                                   | Kurpension | Putzgegliederter historisierender Gruppenbau mit Risaliten, weit überstehenden Schopfwalmdächern und Stuckdekor, um 1900 | D-1-73-112-35 Wikidata            | Kurpension                                               |
| Bockschützstraße 4 (Standort)                                                           | Wohnhaus | Dreigeschossiger Flachsatteldachbau mit kleinem Medaillonfresko, Anfang 19. Jahrhundert | D-1-73-112-38 Wikidata            | Wohnhaus                                                 |
| Botengasse 3a (Standort)                                                                | Wohnhaus | Zweigeschossiger vorspringender Flachsatteldachbau, zweite Hälfte 18. Jahrhundert | D-1-73-112-39 Wikidata            | Wohnhaus                                                 |
| Botengasse 7 (Standort)                                                                 | Wohnhaus | Zweigeschossiger ecklagiger Flachsatteldachbau mit verbrettertem Giebel und Balkon, 18. und 19. Jahrhundert | D-1-73-112-41 Wikidata            | Wohnhaus                                                 |
| Botengasse 13; Krankenhausstraße 15 (Standort)                                          | Doppelhaus | Zweigeschossiger geknickter Satteldachbau in Ecklage mit Putzverzierungen und Stichbogenfenstern, um Mitte 19. Jahrhundert | D-1-73-112-142 Wikidata           | Doppelhaus                                               |
| Botengasse 16 a/b (Standort)                                                            | Wohnhaus mit Laden | Dreigeschossiger schmaler Flachsatteldachbau mit Balkon, im Kern zweite Hälfte 18. Jahrhundert | D-1-73-112-43 Wikidata            | Wohnhaus mit Laden                                       |
| Botengasse 22 (Standort)                                                                | Wohnhaus mit Laden | Dreigeschossiger geknickter Satteldachbau in Ecklage mit erdgeschossiger Rustikagliederung, Korbbogentor und Hausmadonna, Anfang 19. Jahrhundert, Gussfigur Ende 19. Jahrhundert | D-1-73-112-45 Wikidata            | Wohnhaus mit Laden                                       |
| Bruderhausstraße 1 (Standort)                                                           | Wohnhaus | Dreigeschossiger putzgegliederter Flachsatteldachbau in Ecklage mit polygonalem Eckerker, Außentreppe und Balkon am verbretterten Giebel, zweite Hälfte 17. Jahrhundert, Dach Ende 18. Jahrhundert | D-1-73-112-46 Wikidata            | Wohnhaus                                                 |
| Bruderhausstraße 3a/5a/5b (Standort)                                                    | Dreifachhaus | Zweigeschossiger Flachsatteldachbau mit Kniestock und weit vorkragendem Vordach, Kern zweite Hälfte 18. Jahrhundert | D-1-73-112-48 Wikidata            | Dreifachhaus                                             |
| Brünnlfeldstraße 1 (Standort)                                                           | Landhaus | Zweigeschossiger Schopfwalmdachbau mit Zwerchbau, Lauben und Spalier, Anfang 20. Jahrhundert | D-1-73-112-50 Wikidata            | weitere Bilder                                           |
| Eichenstraße 2 (Standort)                                                               | Landhaus | Zweigeschossiger putzgegliederter Mansarddachbau mit Zwerchgiebel, polygonaler Eckausbildung und Balkons, Anfang 20. Jahrhundert | D-1-73-112-51 Wikidata            | Landhaus                                                 |
| Ellbachzeile 4 (Standort)                                                               | Wohnhaus | Dreigeschossiger Walmdachbau mit rustiziertem Erdgeschoss und Gaube, um 1840 | D-1-73-112-52 Wikidata            | Wohnhaus                                                 |
| Ellbachzeile 5 (Standort)                                                               | Wohnhaus mit Laden | Dreigeschossiger Flachsatteldachbau mit Kniestock und weit vorkragendem Vordach, erste Hälfte 19. und 20. Jahrhundert | D-1-73-112-53 Wikidata            | Wohnhaus mit Laden                                       |
| Ellbachzeile 6 (Standort)                                                               | Wohnhaus mit Laden | Dreigeschossiger Flachsatteldachbau, im Kern 18. Jahrhundert | D-1-73-112-54 Wikidata            | Wohnhaus mit Laden                                       |
| Ellbachzeile 7 (Standort)                                                               | Wohnhaus | Dreigeschossiger ecklagiger Flachsatteldachbau, im Kern 18. Jahrhundert | D-1-73-112-55 Wikidata            | Wohnhaus                                                 |
| Ellbachzeile 8 (Standort)                                                               | Wohnhaus | Zweigeschossiger langgestreckter Satteldachbau in traufständiger Lage, zweite Hälfte 18. Jahrhundert | D-1-73-112-56 Wikidata            | Wohnhaus                                                 |
| Ellbachzeile 9/9a/10 (Standort)                                                         | Dreifachhaus | Dreigeschossiger putzgegliederter Flachsatteldachbau mit Giebelluken, 18. und 19. Jahrhundert | D-1-73-112-57 Wikidata            | Dreifachhaus                                             |
| Fischergasse 2 (Standort)                                                               | Wohnhaus | Zweigeschossiger traufständiger Satteldachbau mit Rauputzquaderung, drittes Viertel 19. Jahrhundert | D-1-73-112-58 Wikidata            | Wohnhaus                                                 |
| Fischergasse 6 (Standort)                                                               | Wohnhaus | Zweigeschossiger Flachsatteldachbau mit kassettiertem Vordach, zweite Hälfte 18. Jahrhundert | D-1-73-112-59 Wikidata            | Wohnhaus                                                 |
| Fischergasse 8/10 (Standort)                                                            | Doppelhaus | Zweigeschossiger Flachsatteldachbau mit Kniestock und drei Fresken, zweite Hälfte 18. Jahrhundert | D-1-73-112-60 Wikidata            | Doppelhaus                                               |
| Fischergasse 12/14 (Standort)                                                           | Doppelhaus | Zweigeschossiger Flachsatteldach mit vorkragendem Vordach, Kern 18. Jahrhundert, erneuert | D-1-73-112-61 Wikidata            | Doppelhaus                                               |
| Franziskanergasse 1 (Standort)                                                          | Franziskanerkloster | Katholische Klosterkirche Heilige Dreifaltigkeit, barocker Wandpfeilersaal mit ausgeschiedenem Chor, Psallierchor und Dachreiter, von Aichardus Holzleithner, 1733–35; mit Ausstattung (siehe auch: Kanzel); Konventgebäude, dreigeschossige mehrflügelige Anlage mit Walmdächern, etwa gleichzeitig, später verändert; Ehemalige Friedhofsmauer, Mauer des 1922 aufgelassenen Friedhofs Kriegergedenkstätte, Steinsarkophag zwischen steinernen kugelbesetzten Stelen, 1927 | D-1-73-112-62 Wikidata            | weitere Bilder                                           |
| Frauenfreithof 1 (Standort)                                                             | Katholische Stadtpfarrkirche Mariä Himmelfahrt | Dreischiffige gotische Hallenkirche mit polygonalem Chorschluss und Westturm, 1453–90, 1612 umgestaltet, 1854–77 regotisiert, Turm 1875–77; mit Ausstattung (siehe auch: Kanzel und Epitaph für Hans Jörg von Thor und seine Frau). | D-1-73-112-63 Wikidata            | weitere Bilder                                           |
| Fritzplatz (Standort)                                                                   | Sogenannter Floriansbrunnen, | Neubarocke gefasste Gusseisenfigur auf hoher Holzsäule hinter kelchartigem Becken, drittes Viertel 19. Jahrhundert | D-1-73-112-64 Wikidata            | weitere Bilder                                           |
| Fritzplatz 1; Kapellengasteig 3 (Standort)                                              | Wohn- und Geschäftshaus | Dreigeschossiger putzdekorierter Walmdachkomplex in barockisierenden Jugendstilformen mit östlichem Halbwalm, geschweiftem Zwerchgiebel, Zwiebel-Eckturm und Loggien-Altanen, erstes Viertel 20. Jahrhundert | D-1-73-112-65 Wikidata            | weitere Bilder                                           |
| Fröhlichgasse 5 (Standort)                                                              | Sogenanntes Hotel Kolbergarten | Dreigeschossiger Schopfwalmdachbau in alpenländischen Heimatstilformen mit polygonaler Eckstanderker, Balkonen und bemalter Dachuntersicht, 1905 | D-1-73-112-66 Wikidata            | weitere Bilder                                           |
| Gaißacher Straße 2 (Standort)                                                           | Wohnhaus | Zweigeschossiger Satteldachbau mit traufseitiger Laube, Kern zweite Hälfte 18. Jahrhundert | D-1-73-112-68 Wikidata            | Wohnhaus                                                 |
| Gaißacher Straße 8 (Standort)                                                           | Bachkeller, ehemaliges Lagerhaus | Zweigeschossiger Steildachbau mit obergeschossigem Giebeltor, 18. Jahrhundert | D-1-73-112-19 Wikidata            | weitere Bilder                                           |
| Gaißacher Straße 9 (Standort)                                                           | Doppelhaushälfte | Zweigeschossiger ziegelsichtiger Mansardwalmdachbau in historisierenden Formen mit Werksteingliederungen und Balkon, bezeichnet mit „1890“ | D-1-73-112-69 Wikidata            | Doppelhaushälfte                                         |
| Geigergasse 6 (Standort)                                                                | Wohn- und Geschäftshaus | Dreigeschossiger ecklagiger Flachsatteldachbau mit trauf- und giebelseitiger Laube, Kern zweite Hälfte 18. Jahrhundert | D-1-73-112-70 Wikidata            | Wohn- und Geschäftshaus                                  |
| Heißstraße 7 (Standort)                                                                 | Villa | Zweigeschossiger reich durch Veranden und Loggien gegliederter Halbwalmdachbau in jugendstiligen Heimatstilformen mit Mittelrisalit, verschaltem Vordach und Kniestock, seitlichem Turm und verglasten Gartensälen, 189 | D-1-73-112-71 Wikidata            | weitere Bilder                                           |
| Heißstraße 7 (Standort)                                                                 | Villa | Villengarten, um 1898, verändert | D-1-73-112-71 zugehörig Wikidata  | Villa                                                    |
| Heißstraße 25 (Standort)                                                                | Landhaus von Thomas Mann | Zweigeschossiger historisierender Walmdachbau mit belvedereartigem Dachaufbau, Arkadenaltane und verbrettertem Obergeschoss, von Sigmund Egenberger, bezeichnet mit „1909“ Villengarten, Parkanlage mit Auffahrtsallee, um 1909 Gartenpavillon, erdgeschossiger hölzerner Zeltdachbau, um 1909 (Zur Geschichte des Hauses) | D-1-73-112-320                    | weitere Bilder                                           |
| Heißstraße 31 (Standort)                                                                | Ehemaliges Jugendheim, jetzt Ruheheim der Armen Schulschwestern, sogenanntes St.-Josefs-Heim                                                           | Dreigeschossiger putzgegliederter Flachsatteldachbau in alpenländischen Heimatstilformen mit Erkern, Ausluchten und Zierbundwerk, um 1925, 1931 nach Norden verlängert | D-1-73-112-72 Wikidata            | weitere Bilder                                           |
| Hindenburgstraße 21 (Standort)                                                          | Ehemaliges Amtsgericht | Zweigeschossiger putzgegliederter Flachsatteldachbau in historisierenden Formen mit Eckrisaliten, Stichbogenfenstern und Hausteinquaderungen, drittes Viertel 19. Jahrhundert, 1987 Umbau zur Stadtbücherei | D-1-73-112-73 Wikidata            | Ehemaliges Amtsgericht                                   |
| Hindenburgstraße 21 1/2 (Standort)                                                      | Wohnhaus | Zweigeschossiger ecklagiger Flachsatteldachbau mit Altane und giebelseitigem historisierendem Rauputzdekor, zweites Viertel 19. Jahrhundert, ohne rückseitigen Anbau | D-1-73-112-74 Wikidata            | Wohnhaus                                                 |
| Hindenburgstraße 23 (Standort)                                                          | Landhaus | Zweigeschossiger putzdekorierter Walmdachbau mit eckseitigen Standerkern, Balkons und Hausfigur, Anfang 20. Jahrhundert | D-1-73-112-75 Wikidata            | Landhaus                                                 |
| Hindenburgstraße 30 (Standort)                                                          | Forstamt | Zweigeschossiger Schopfmansarddachbau über hohem Sockelgeschoss in alpenländischen Heimatstilformen mit eckseitigem Standerker, Veranda, Balkons und giebelseitig bemalter Dachuntersicht, Anfang 20. Jahrhundert | D-1-73-112-76 Wikidata            | Forstamt                                                 |
| Höckhstraße 10 (Standort)                                                               | Ehemaliges Sanatorium, jetzt Wohnhaus | Zweigeschossiger barockisierender Mansardwalmdachbau mit Eingangsaltane, Balkons und profiliertem Kranzgesims, von Ludwig Friedl, 1927 | D-1-73-112-77 Wikidata            | Ehemaliges Sanatorium, jetzt Wohnhaus                    |
| Jägergasse 2 (Standort)                                                                 | Ehemaliges Gerberhaus, jetzt Wohn- und Geschäftshaus                                                                                                   | Viergeschossiger Halbwalmdachbau mit traufseitigen Holzgalerien, zweite Hälfte 18. Jahrhundert und drittes Viertel 19. Jahrhundert | D-1-73-112-78 Wikidata            | Ehemaliges Gerberhaus, jetzt Wohn- und Geschäftshaus     |
| Jungmayrplatz (Standort)                                                                | Sogenannter Nagelschmiedbrunnen | Gefasste Eisengussfigur auf hölzerner Sockelsäule inmitten eines quadratischen Brunnenbeckens, drittes Viertel 19. Jahrhundert | D-1-73-112-101 Wikidata           | Sogenannter Nagelschmiedbrunnen                          |
| Jungmayrplatz 2/4 (Standort)                                                            | Doppelhaus | Dreigeschossiger asymmetrischer Flachsatteldachbau mit Giebelluken und weit vorkragendem Vordach, zweite Hälfte 18. Jahrhundert | D-1-73-112-80 Wikidata            | Doppelhaus                                               |
| Jungmayrplatz 3 a/b (Standort)                                                          | Wohnhaus | Dreigeschossiger putzgegliederter Flachsatteldachbau mit klassizistischem Stuckdekor und Figurenerker über geböschtem Strebepfeiler, 18. und erste Hälfte 19. Jahrhundert | D-1-73-112-81 Wikidata            | Wohnhaus                                                 |
| Jungmayrplatz 5 (Standort)                                                              | Wohnhaus mit Laden | Zweigeschossiger Pultdachbau mit Kniestock und Stichbogenfenstern, 19. Jahrhundert | D-1-73-112-82 Wikidata            | Wohnhaus mit Laden                                       |
| Jungmayrplatz 6 (Standort)                                                              | Wohnhaus | Zweigeschossiger ecklagiger Flachsatteldachbau mit Balkon am platzseitigen Zwerchgiebel, Kern 18. und 19. Jahrhundert | D-1-73-112-83 Wikidata            | weitere Bilder                                           |
| Jungmayrplatz 7 (Standort)                                                              | Wohnhaus | Dreigeschossiger schmaler Flachsatteldachbau mit Kniestock, Stichbogenfenstern, Brettbalusterbalkon und Lünettengiebelfenster, Mitte 19. Jahrhundert, Kern älter | D-1-73-112-84 Wikidata            | Wohnhaus                                                 |
| Jungmayrplatz 10 (Standort)                                                             | Wohnhaus | Dreigeschossiger ecklagiger Flachsatteldachbau mit Kniestock und Eisenbalkon, Kern 18. Jahrhundert | D-1-73-112-86 Wikidata            | Wohnhaus                                                 |
| Jungmayrplatz 11 (Standort)                                                             | Wohnhaus mit Laden | Dreigeschossiger putzgegliederter Satteldachbau mit Erker und weit vorkragendem Vordach, bezeichnet mit „1912“ | D-1-73-112-87 Wikidata            | Wohnhaus mit Laden                                       |
| Jungmayrplatz 12 (Standort)                                                             | Wohnhaus | Dreigeschossiger Flachsatteldachbau mit Kniestock und weit vorkragendem Vordach, 18. und 19. Jahrhundert | D-1-73-112-88 Wikidata            | Wohnhaus                                                 |
| Jungmayrplatz 13 (Standort)                                                             | Wohnhaus | Dreigeschossiger putzgegliederter Flachsatteldachbau mit Kniestock und Baluster-Hochlaube, erste Hälfte 19. Jahrhundert | D-1-73-112-89 Wikidata            | Wohnhaus                                                 |
| Jungmayrplatz 14 (Standort)                                                             | Wohnhaus | Dreigeschossiger Flachsatteldachbau mit Giebelluken und profilierten Balkenköpfen, 18. und 19. Jahrhundert | D-1-73-112-90 Wikidata            | Wohnhaus                                                 |
| Jungmayrplatz 15 (Standort)                                                             | Wohnhaus | Dreigeschossiger Flachsatteldachbau mit profilierten Balkenköpfen am weit vorkragenden Vordach, erste Hälfte 19. Jahrhundert | D-1-73-112-91 Wikidata            | Wohnhaus                                                 |
| Jungmayrplatz 16a/b (Standort)                                                          | Doppelhaus | Zweigeschossiger Pultdachbau mit Kniestock und Giebeltür, Kern 18. und 19. Jahrhundert | D-1-73-112-92 Wikidata            | Doppelhaus                                               |
| Jungmayrplatz 17 (Standort)                                                             | Wohnhaus mit Laden | Dreigeschossiger Flachsatteldachbau mit stuckierten Sohlbankgesimsen und Giebelluken, 18./19. Jahrhundert | D-1-73-112-93 Wikidata            | Wohnhaus mit Laden                                       |
| Jungmayrplatz 19 (Standort)                                                             | Doppelhaus | Drei- bzw. zweigeschossiger ecklagiger Flachsatteldachbau mit Giebelluken und Wandbild, im Kern noch 17. Jahrhundert, nordseitig bezeichnet mit „1820“, Fresko übergangen | D-1-73-112-95 Wikidata            | Doppelhaus                                               |
| Jungmayrplatz 22a/b/c/d (Standort)                                                      | Ehemalige Herberge, jetzt Wohnhaus | Dreigeschossiger Flachsatteldachbau mit Kniestock und Giebelluken, 18. und 19. Jahrhundert | D-1-73-112-97 Wikidata            | Ehemalige Herberge, jetzt Wohnhaus                       |
| Jungmayrplatz 28 (Standort)                                                             | Handwerkerhaus mit Laden | Dreigeschossiger traufständiger Flachsatteldachbau mit Stichbogenfenster und Madonnenmedaillon, drittes Viertel 19. Jahrhundert | D-1-73-112-99 Wikidata            | Handwerkerhaus mit Laden                                 |
| Kardinal-Wendel-Platz 6 (Standort)                                                      | Katholische Pfarrkirche Heilige Familie | Nachkriegsmoderner hallenartiger Flachsatteldachbau mit campanileartigem Südturm und atriumartigem Pfarrhaus, von Fritz Strunz, 1959/60 | D-1-73-112-324 Wikidata           | weitere Bilder                                           |
| Kirchgasse 4 (Standort)                                                                 | Wohnhaus mit Laden | Drei- bzw. viergeschossiger lisenengegliederter Walmdachbau in Ecklage, erste Hälfte 19. Jahrhundert | D-1-73-112-105 Wikidata           | Wohnhaus mit Laden                                       |
| Klammergasse 4 (Standort)                                                               | Gasthof Metzgerbräu | Dreigeschossiger putzgegliederter Flachsatteldachbau mit rustiziertem Barockportal und schmiedeeisernem Ausleger, im Kern 15. Jahrhundert und zweite Hälfte 17. Jahrhundert | D-1-73-112-107 Wikidata           | Gasthof Metzgerbräu                                      |
| Klammergasse 4 (Standort)                                                               | Gasthof Metzgerbräu | Rückgebäude, zweigeschossiger Satteldachbau, 18. Jahrhundert, teilweise erneuert | D-1-73-112-107 zugehörig Wikidata | Gasthof Metzgerbräu                                      |
| Klammergasse 8 (Standort)                                                               | Kleinhaus | Dreigeschossiger putzgegliederter Flachsatteldachbau mit Balkon und plastischer Hirschbüste, 18. und erste Hälfte 19. Jahrhundert | D-1-73-112-108 Wikidata           | Kleinhaus                                                |
| Kogelweg 6 (Standort)                                                                   | Ehemalige Kurpension, Wohnhaus | Zweigeschossiger putzdekorierter Mansardhalbwalmdachbau mit Erker am Schopfmansard-Querbau und Hauben-Treppenturm, Anfang 20. Jahrhundert | D-1-73-112-116 Wikidata           | weitere Bilder                                           |
| Kogelweg 10 (Standort)                                                                  | Ehemalige Kurpension, Wohnhaus | Zweigeschossiger putzgegliederter Walmdachbau mit Vorbauten, profilierten Sohlbankgesimsen und bemalten Fensterläden, wohl von Gabriel von Seidl, 1908 | D-1-73-112-117 Wikidata           | weitere Bilder                                           |
| Kogelweg 14 (Standort)                                                                  | Landhaus | Zweigeschossiger breitgelagerter Flachsatteldachbau in alpenländischen Heimatstilformen mit geschwungenem Vorbau, hölzernem Mittelerker, holzverschaltem Vordach und seitlichen Pavillon, um 1910 | D-1-73-112-118 Wikidata           | Landhaus                                                 |
| Kohlstattstraße 8a, 8b (Standort)                                                       | Doppelhaus | Zweigeschossiger Flachsatteldachbau mit Außentreppe und verbrettertem Giebel, 18. Jahrhundert | D-1-73-112-120 Wikidata           | Doppelhaus                                               |
| Kohlstattstraße 10 (Standort)                                                           | Kleinhaus | Dreigeschossiger schmaler Steildachbau mit Balkon und verschaltem Giebel, im Kern 18. Jahrhundert | D-1-73-112-121 Wikidata           | Kleinhaus                                                |
| Kohlstattstraße 13/13a/15/17/19/21 (Standort)                                           | Mehrfachhaus (Zum Schoatn) | Zweigeschossiger langgestreckter Flachsatteldachbau mit südseitigen Wandbildern und verbrettertem nördlichem Giebel, 18./19. Jahrhundert, Nr. 21 durch Umbau 1993 erneuert | D-1-73-112-122 Wikidata           | weitere Bilder                                           |
| Kohlstattstraße 25 (Standort)                                                           | Kleinhaus | Dreigeschossiger schmaler Steildachbau mit verschaltem Vordach, zweite Hälfte 18. Jahrhundert | D-1-73-112-123 Wikidata           | Kleinhaus                                                |
| Kohlstattstraße 31, Kohlstattweg 2 (Standort)                                           | Dreifachhaus | Zweigeschossiger asymmetrischer Flachsatteldachbau mit Kniestock und Giebelluken, im Kern 18. Jahrhundert | D-1-73-112-124 Wikidata           | Dreifachhaus                                             |
| Kohlstattweg 1 (Standort)                                                               | Wohnhaus | Zweigeschossiger Halbwalmdachbau, erstes Drittel 19. Jahrhundert | D-1-73-112-125 Wikidata           | Wohnhaus                                                 |
| Kohlstattweg 4 (Standort)                                                               | Wohnhaus | Zweigeschossiger breit gelagerter Flachsatteldachbau mit Laube und verschaltem Vordach, im Kern erste Hälfte 18. Jahrhundert | D-1-73-112-126 Wikidata           | Wohnhaus                                                 |
| Königsdorfer Straße 7a,7b (Standort)                                                    | Wohnhaus | Zweigeschossiger Flachsatteldachbau mit hohem Kniestock und vorkragendem Vordach, zweite Hälfte 18. Jahrhundert | D-1-73-112-109 Wikidata           | Wohnhaus                                                 |
| Königsdorfer Straße 9/11 (Standort)                                                     | Doppelhaus | Zweigeschossiger breit gelagerter Flachsatteldachbau mit Kniestock, Kern 18./19. Jahrhundert | D-1-73-112-110 Wikidata           | Doppelhaus                                               |
| Königsdorfer Straße 17 (Standort)                                                       | Wohnhaus | Zweigeschossiger Flachsatteldachbau, im Kern 18. Jahrhundert | D-1-73-112-111 Wikidata           | Wohnhaus                                                 |
| Königsdorfer Straße 21 (Standort)                                                       | Kleinhaus | Zweigeschossiger Flachsatteldachbau mit Giebelluken und Fresko, Ende 18. Jahrhundert | D-1-73-112-112 Wikidata           | Kleinhaus                                                |
| Königsdorfer Straße 27 (Standort)                                                       | Wohnhaus | Zweigeschossiger Walmdachbau, zweites Viertel 19. Jahrhundert | D-1-73-112-113 Wikidata           | Wohnhaus                                                 |
| Königsdorfer Straße 29 (Standort)                                                       | Wohnhaus | Zweigeschossiger putz- und stuckgegliederter Mansardwalmdachbau in Neurenaissanceformen mit geschweiftem Zwerchgiebel, Ende 19. Jahrhundert | D-1-73-112-114 Wikidata           | Wohnhaus                                                 |
| Königsdorfer Straße 31 (Standort)                                                       | Kruzifix | Barocker gefasster Holzcorpus an bemaltem Kreuz, wohl 17. Jahrhundert | D-1-73-112-307 Wikidata           | Kruzifix                                                 |
| Königsdorfer Straße 43/45/47/47 a (Standort)                                            | Vierfachhaus | Dreigeschossiger Flachsatteldachbau mit traufseitigem Balkon, Rauputzdekor und Figurennische, erste Hälfte 19. Jahrhundert | D-1-73-112-115 Wikidata           | Vierfachhaus                                             |
| Königsdorfer Straße 99 (Standort)                                                       | Landhaus, dann Kurheim | reich gestalteter zweigeschossiger Satteldachbau mit Erkern, Lauben und Malereien, in der Formensprache des alpenländischen Heimatstils, nach Plänen von Architekt Ernst Mössel, bez. 1929. | D-1-73-112-406                    | BW                                                       |
| Konradgasse 1, 1a, 1b (Standort)                                                        | Doppelhaus | Zweigeschossiger Flachsatteldachbau mit Flacherker, Kern 18. Jahrhundert | D-1-73-112-127 Wikidata           | Doppelhaus                                               |
| Konradgasse 2 (Standort)                                                                | Kleinhaus | Zweigeschossiger Flachsatteldachbau, im Kern 18. Jahrhundert | D-1-73-112-128 Wikidata           | weitere Bilder                                           |
| Konradgasse 3 (Standort)                                                                | Wohnhaus | Dreigeschossiger straßenseitig abgewalmter Flachsatteldachbau mit Bogentor, gegen Mitte 19. Jahrhundert | D-1-73-112-129 Wikidata           | Wohnhaus                                                 |
| Konradgasse 5 (Standort)                                                                | Wohnhaus | Dreigeschossiger straßenseitig abgewalmter Flachsatteldachbau mit korbbogigem Eingang und Putzgliederung, gegen Mitte 19. Jahrhundert | D-1-73-112-130 Wikidata           | Wohnhaus                                                 |
| Konradgasse 13/13 ½ (Standort)                                                          | Doppelhaus | Dreigeschossiger Satteldachbau mit Kniestock, im Kern 18. Jahrhundert | D-1-73-112-132 Wikidata           | Doppelhaus                                               |
| Konradgasse 15a/b und 17 (Standort)                                                     | Dreifachhaus | Dreigeschossiges putzdekoriertes Doppelgiebelhaus mit Giebelluken, zweite Hälfte 18. Jahrhundert | D-1-73-112-133 Wikidata           | Dreifachhaus                                             |
| Krankenhausstraße (Standort)                                                            | Sogenannter Gockelbrunnen | Blechhahn auf hölzerner Sockelsäule inmitten von quadratischem Brunnentrog, drittes Viertel 19. Jahrhundert | D-1-73-112-155 Wikidata           | Sogenannter Gockelbrunnen                                |
| Krankenhausstraße 5a, 5b, 7 (Standort)                                                  | Doppelhaus | Zweigeschossiger ecklagiger Flachsatteldachbau mit hohem Kniestock und Giebelaufzugsöffnung, zweite Hälfte 18. Jahrhundert | D-1-73-112-138 Wikidata           | Doppelhaus                                               |
| Krankenhausstraße 9/11a/11b (Standort)                                                  | Doppelhaus | Dreigeschossiger Flachsatteldachbau mit verschaltem Vordach, im Kern 18. Jahrhundert | D-1-73-112-140 Wikidata           | Doppelhaus                                               |
| Krankenhausstraße 16 (Standort)                                                         | Wohnhaus | Zweigeschossiger asymmetrischer Flachsatteldachbau mit hohem Kniestock und Giebelluken, Kern 18. Jahrhundert | D-1-73-112-143 Wikidata           | Wohnhaus                                                 |
| Krankenhausstraße 18a, 18b (Standort)                                                   | Wohnhaus | Zweigeschossiger frackdachähnlicher Flachsatteldachbau mit großer ungefasster Hausfigur, 18. Jahrhundert, hölzerner heiliger Johannes Nepomuk zweites Viertel 18. Jahrhundert | D-1-73-112-145 Wikidata           | weitere Bilder                                           |
| Krankenhausstraße 20/22 (Standort)                                                      | Doppelhaus | Dreigeschossiger Flachsatteldachbau mit Aufzugsgiebeltür, 18. Jahrhundert | D-1-73-112-147 Wikidata           | Doppelhaus                                               |
| Krankenhausstraße 24/26b (Standort)                                                     | Doppelhaus | Dreigeschossiger Doppelgiebelbau mit Flachsatteldächern sowie Fresko und traufseitiger Balusterlaube am höheren ecklagigen Hausteil, 18. Jahrhundert | D-1-73-112-148 Wikidata           | weitere Bilder                                           |
| Krankenhausstraße 32 (Standort)                                                         | Ehemalige Herberge, dann Kranken-, Armenhaus, später Altenheim, jetzt Wohnhaus                                                                         | Zweigeschossiger breit gelagerter Flachsatteldachbau mit geohrten Fensterrahmungen, Wandbild und Bogentür, erste Hälfte 18. Jahrhundert, Fresko 1798 von Wilhelm Anton Fett | D-1-73-112-151 Wikidata           | weitere Bilder                                           |
| Krankenhausstraße 34, 36, 38 (Standort)                                                 | Dreifachhaus | Zweigeschossiger teils rauputzgegliederter Flachsatteldachbau, zweite Hälfte 18. Jahrhundert | D-1-73-112-152 Wikidata           | Dreifachhaus                                             |
| Krankenhausstraße 37 (Standort)                                                         | Ehemaliges Krankenhaus, sogenanntes Altes Krankenhaus                                                                                                  | Dreigeschossiger putzgegliederter Satteldachbau in historisierenden Formen mit Stuckrelief am polygonalen lisenengegliederten Hauben-Mittelturm und risalitartigen Schopfwalmdach-Eckbauten, 1860/61, Eckbauten 1882, 1889 erhöht, später innen verändert, neugotische Turmkapelle; mit Ausstattung | D-1-73-112-318 Wikidata           | weitere Bilder                                           |
| Krankenhausstraße 40 a; Krankenhausstraße 40 b (Standort)                               | Doppelhaus | Zweigeschossiger asymmetrischer Flachsatteldachbau über geknicktem Grundriss mit östseitiger Putzgliederung, 18. Jahrhundert | D-1-73-112-153 Wikidata           | Doppelhaus                                               |
| Lenggrieser Straße 1; Römergasse 6; Römergasse (Standort)                               | Doppelhaus mit ehemaliger Schmiede | Dreigeschossiger ecklagiger Flachsatteldachbau mit seitlichem Balusterbalkon und Wandbild, bezeichnet mit „1829“ | D-1-73-112-260 Wikidata           | weitere Bilder                                           |
| Lenggrieser Straße 1; Römergasse 6; Römergasse (Standort)                               | Doppelhaus mit ehemaliger Schmiede | Beschlagstand, sogenannter Ochsenstand, Metallgestell mit Holzbalken und kleinem Satteldach, 19. Jahrhundert | D-1-73-112-260 Wikidata           | Doppelhaus mit ehemaliger Schmiede                       |
| Lenggrieser Straße 2 (Standort)                                                         | Wohn- und Geschäftshaus | Drei- bzw. viergeschossiger Massivbau über geknicktem Grundriss mit Putzdekor, um 1900 | D-1-73-112-158 Wikidata           | Wohn- und Geschäftshaus                                  |
| Lenggrieser Straße 6 (Standort)                                                         | Wohn- und Geschäftshaus | Dreigeschossiger putzgegliederter Flachsatteldachbau in Ecklage, Kern 18. Jahrhundert, Gliederung zweite Hälfte 19. Jahrhundert | D-1-73-112-160 Wikidata           | Wohn- und Geschäftshaus                                  |
| Lenggrieser Straße 13 (Standort)                                                        | Kleinhaus | Zweigeschossiger putzgegliederter Satteldachbau in Ecklage mit traufseitigem Eisenbalkon, Mitte 19. Jahrhundert | D-1-73-112-162 Wikidata           | Kleinhaus                                                |
| Lenggrieser Straße 20 1/3 (Standort)                                                    | Wohnhaus | Zweigeschossiger lisenengegliederter Schopfmansarddachbau mit seitlichem Querbau und Putzdekor, um 1900 | D-1-73-112-119 Wikidata           | weitere Bilder                                           |
| Lenggrieser Straße 22 (Standort)                                                        | Wohnhaus | Dreigeschossiger ecklagiger Flachsatteldachbau mit reicher Stuckgliederung in historisierenden Formen, drittes Viertel 19. Jahrhundert | D-1-73-112-163 Wikidata           | Wohnhaus                                                 |
| Lenggrieser Straße 26 (Standort)                                                        | Wohn- und Geschäftshaus | Dreigeschossiger putzdekorierter Flachsatteldachbau mit vorkragendem Vordach und Figurennischen, Kern 18. Jahrhundert und 19./20. Jahrhundert | D-1-73-112-164 Wikidata           | Wohn- und Geschäftshaus                                  |
| Lenggrieser Straße 28; 28a; 28b; 28c; 28d (Standort)                                    | Häuserreihenblock | Fünf dreigeschossige putzgegliederte Flachsatteldachbauten in Heimatstilformen mit weit vorkragenden Vordächern und Kastenerker am nördlichen Haus, 1924 | D-1-73-112-165 Wikidata           | Häuserreihenblock                                        |
| Lenggrieser Straße 52 (Standort)                                                        | Ehem. Sperrholzfabrik Moralt | Fabrikgebäude, dreigeschossiger Stahlbetonbau mit einseitig abgewalmtem Steildach, traufseitigem Turm, Uhrentürmchen und Produktionshalle mit flachem Satteldach und verglasten Dachaufbauten, 1924/25, nach Süden erweitert nach 1925; Schlosserei- und Zimmereigebäude, einseitig abgeschleppter Flachsatteldachbau mit Widerkehr, 1925/26, erweitert 1933 und vor 1953; Verwaltungsgebäude, dreigeschossiger Walmdachbau mit Durchfahrt, von Simon Schneider, 1950/51, Aufstockung 1956; Erweiterungsgebäude, viergeschossiger Stahlbetonskelettbau mit Flachdach, gerasterten Fassaden, traufseitig mit plastisch hervortretender Betongitterstruktur und tiefliegender Fensterebene mit holzverkleideten Fensterbrüstungen, von Günther Menges, 1969.                                                                 | D-1-73-112-402                    | weitere Bilder                                           |
| Ludwigstraße 14 (Standort)                                                              | Ehemalige Villa, jetzt Kurverwaltung der Jodquellen-AG                                                                                                 | Zweigeschossiger putzgegliederter Satteldachbau mit Zwerchhäusern und Balkons, 1861, erneuert 1934 | D-1-73-112-167                    | weitere Bilder                                           |
| Ludwigstraße 14 1/2 (Standort)                                                          | Kuranlage mit Trink- und Konzert- bzw. Wandelhalle | Dreiseitig von Wandelgängen umgebener Kegeldach-Rundbau mit nördlich angeschlossenem großen Walmdach-Saalbau in sachlichen Formen, von Heinz Moll und Ernst von den Felden, 1929/30 | D-1-73-112-310                    | weitere Bilder                                           |
| Ludwigstraße 18a (Standort)                                                             | Ehemaliges Landhaus, jetzt Haus des Gastes | Erdgeschossiger neubarocker Mansardwalmdachbau mit Spalier und Dachgauben, von Ludwig Seidl, um 1926/27 | D-1-73-112-168                    | weitere Bilder                                           |
| Ludwigstraße 25 (Standort)                                                              | Kuranlage | Kurhaus, zweigeschossiger historisierender Gruppenbau bestehend aus putzgegliedertem vestibülartigem Satteldachbau mit Arkadenvorhalle, ausladender lisenengegliederten Rotunde mit Belvedere-Dachreiter und südlichem Walmdachbau mit Arkaden- bzw. Loggiengang, von Gabriel von Seidl, 1912/13 Kurpark, Anlage Ende 19. Jahrhundert Musikpavillon, erdgeschossiger hölzerner Kolonnaden-Rundbau mit Kegeldach, wohl um 1912/13 | D-1-73-112-169 Wikidata           | weitere Bilder                                           |
| Maierbräugasteig 3a (Standort)                                                          | Kleinhaus | Zweigeschossiger Flachsatteldachbau über geknicktem Grundriss, zweite Hälfte 18. Jahrhundert | D-1-73-112-170 Wikidata           | Kleinhaus                                                |
| Maierbräugasteig 5 (Standort)                                                           | Wohnhaus | Dreigeschossiger ecklagiger Flachsatteldachbau mit Giebelluken und Figurennische, Mitte 18. Jahrhundert | D-1-73-112-171 Wikidata           | Wohnhaus                                                 |
| Maierbräugasteig 7 (Standort)                                                           | Wohnhaus | Dreigeschossiger schmaler Flachsatteldachbau mit Giebelluken, Mitte 18. Jahrhundert | D-1-73-112-172 Wikidata           | Wohnhaus                                                 |
| Maierbräugasteig 9 (Standort)                                                           | Wohnhaus | Dreigeschossiger asymmetrischer Flachsatteldachbau in Ecklage über geknicktem Grundriss, Anfang 19. Jahrhundert | D-1-73-112-173 Wikidata           | Wohnhaus                                                 |
| Marktstraße 1 (Standort)                                                                | Wohn- und Geschäftshaus | Dreigeschossiger putzgegliederter Flachsatteldachbau in Ecklage mit Kniestock, über Eck gestelltem Kastenerker, Wandbilder und weit vorkragendem Vordach, Kern 17. Jahrhundert, 1909 nach Entwurf von Gabriel von Seidl erneuert | D-1-73-112-175 Wikidata           | weitere Bilder                                           |
| Marktstraße 2 (Standort)                                                                | Ehemaliges Damenstift, sogenanntes Marienstift | Reich gegliederter und bemalter Baukomplex in Ecklage mit Kapellenvorbau und Giebelrisalit sowie südlichem Doppelgiebelhaus mit Hochlauben, Umbau von Gabriel von Seidl, 1905, Doppelgiebelhaus um 1910 mit älterem Kern, Fresken von Carl Wahler | D-1-73-112-176 Wikidata           | weitere Bilder                                           |
| Marktstraße 2 (Standort)                                                                | Wohn- und Geschäftshaus | Fünfgeschossiger putzgegliederter Walmdachbau mit polygonalem Eckerker und Längsbalkon am verschindelten obersten Geschoss, um 1910 | D-1-73-112-102 Wikidata           | Wohn- und Geschäftshaus                                  |
| Marktstraße 3 (Standort)                                                                | Wohn- und Geschäftshaus, auch Kolpinghaus | Zweigeschossiger putzgegliederter Flachsatteldachbau mit Kniestock und polygonalem Erker, im Kern 18. und 19. Jahrhundert | D-1-73-112-177 Wikidata           | Wohn- und Geschäftshaus, auch Kolpinghaus                |
| Marktstraße 4 (Standort)                                                                | Gasthaus Starnbräu | Viergeschossiger traufseitiger Mansarddachbau mit Putzgliederung, Bogentor und bemalter Dachuntersicht, im Kern 17. Jahrhundert, Gliederung Ende 19. Jahrhundert | D-1-73-112-178 Wikidata           | Gasthaus Starnbräu                                       |
| Marktstraße 5 (Standort)                                                                | Wohn- und Geschäftshaus | Zweigeschossiger putzdekorierter Flachsatteldachbau, Kern 18. Jahrhundert und 19. Jahrhundert | D-1-73-112-179 Wikidata           | Wohn- und Geschäftshaus                                  |
| Marktstraße 7 (Standort)                                                                | Wohn- und Geschäftshaus | Zweigeschossiger rauputzgegliederter Flachsatteldachbau mit Kniestock, 18. und 19. Jahrhundert | D-1-73-112-181 Wikidata           | Wohn- und Geschäftshaus                                  |
| Marktstraße 8 (Standort)                                                                | Ehemaliges Gasthaus Grünerbräu, jetzt Wohn- und Geschäftshaus                                                                                          | Viergeschossiger traufständiger Mansarddachbau mit Stuckgliederung in neubarocken Formen, Kastenerker und Wandbildern, Kern 17. Jahrhundert, Fresken modern | D-1-73-112-182 Wikidata           | weitere Bilder                                           |
| Marktstraße 9 (Standort)                                                                | Wohn- und Geschäftshaus | Dreigeschossiger rauputzgegliederter Flachsatteldachbau mit Kniestock, mittigem Erker und Wandbildern, Kern 18. Jahrhundert, „1947“ überarbeitet und bezeichnet | D-1-73-112-183 Wikidata           | Wohn- und Geschäftshaus                                  |
| Marktstraße 10, 12, 12a, 14 (Standort)                                                  | Wohn- und Geschäftshausgruppe | Drei dreigeschossige Flachsatteldachbauten mit Kniestöcken, barockisierender Fassadenmalerei und weit vorkragender bemalter Dachuntersicht, zweite Hälfte 18. Jahrhundert, Fresken teilweise erneuert | D-1-73-112-184 Wikidata           | Wohn- und Geschäftshausgruppe                            |
| Marktstraße 11 (Standort)                                                               | Wohn- und Geschäftshaus | Dreigeschossiger schmaler Flachsatteldachbau mit Kniestock, Giebelluken und Putzgliederung, Kern 18. Jahrhundert und drittes Viertel 19. Jahrhundert | D-1-73-112-185 Wikidata           | Wohn- und Geschäftshaus                                  |
| Marktstraße 13 (Standort)                                                               | Wohn- und Geschäftshaus | Dreigeschossiger Walmdachbau mit Mezzanin und klassizistischem Stuckdekor, wohl um 1800 und Anfang 20. Jahrhundert Rückgebäude, dreigeschossiger traufständiger Flachsatteldachbau, 19. Jahrhundert | D-1-73-112-186 Wikidata           | Wohn- und Geschäftshaus                                  |
| Marktstraße 15, 15 ½ (Standort)                                                         | Wohn- und Geschäftshaus | Dreigeschossiger putzgegliederter Flachsatteldachbau mit Kniestock und mittigem Kastenerker, Kern Ende 17. Jahrhundert Rückgebäude, zweigeschossiger Flachsatteldachbau mit Kniestock, Kern wohl Ende 17. Jahrhundert | D-1-73-112-187 Wikidata           | Wohn- und Geschäftshaus                                  |
| Marktstraße, vor Nr. 15 (Standort)                                                      | Brunnen, sogenannter Marienbrunnen | Bronzemadonna auf hoher steinernen Sockelsäule inmitten eines oktogonalen Brunnentroges, von Joseph Hillerbrand und Josef Henselmann, 1948 | D-1-73-112-188 Wikidata           | Brunnen, sogenannter Marienbrunnen                       |
| Marktstraße 16 (Standort)                                                               | Wohn- und Geschäftshaus | Dreigeschossiger putzgegliederter Flachsatteldachbau mit Kniestock, Giebelmedaillon und Putzdekor, zweite Hälfte 18. und Anfang 20. Jahrhundert | D-1-73-112-189 Wikidata           | Wohn- und Geschäftshaus                                  |
| Marktstraße 17 (Standort)                                                               | Wohn- und Geschäftshaus mit Weinstube und Brennerei | Dreigeschossiger traufständiger Flachsatteldachbau mit Kniestock, neubarocker Stuckgliederung und Wandbild, 1870/80, Fassade 1906 von Gabriel von Seidl entworfen; mit Ausstattung, bezeichnet mit „1896“ | D-1-73-112-190 Wikidata           | weitere Bilder                                           |
| Marktstraße 18 (Standort)                                                               | Wohn- und Geschäftshaus | Dreigeschossiger putzgegliederter Walmdachbau mit Kniestock, um 1840 | D-1-73-112-191 Wikidata           | Wohn- und Geschäftshaus                                  |
| Marktstraße 19 (Standort)                                                               | Wohn- und Geschäftshaus | Dreigeschossiger schmaler Walmdachbau mit Tür am Mezzanin und Fassadenmalerei, Mitte 19. Jahrhundert, Malerei 1935 | D-1-73-112-192 Wikidata           | Wohn- und Geschäftshaus                                  |
| Marktstraße 20 (Standort)                                                               | Wohn- und Geschäftshaus | Dreigeschossiger putzgegliederter Flachsatteldachbau mit Kniestock und Fassadenmalereien, Ende 18. Jahrhundert, Fresken übergangen | D-1-73-112-193 Wikidata           | Wohn- und Geschäftshaus                                  |
| Marktstraße 21 (Standort)                                                               | Ehemalige Marktmühle, sogenanntes Schretzenstallerhaus                                                                                                 | Dreigeschossiger Flachsatteldachbau mit Giebelluken, Fassadenmalereien und Spruchkartusche, Kern erste Hälfte 18. Jahrhundert, Fresken übergangen | D-1-73-112-194 Wikidata           | Ehemalige Marktmühle, sogenanntes Schretzenstallerhaus   |
| Marktstraße 22 (Standort)                                                               | Wohn- und Geschäftshaus | Dreigeschossiger putzgegliederter Mansardwalmdach-Eckbau in historisierenden Formen mit Mezzanin, polygonalem Eckerker und übergiebeltem Seitenrisalit, zweite Hälfte 19. Jahrhundert | D-1-73-112-195 Wikidata           | Wohn- und Geschäftshaus                                  |
| Marktstraße 23 (Standort)                                                               | Wohn- und Geschäftshaus | Dreigeschossiger stuckbandverzierter Flachsatteldachbau mit Kniestock und Figurennische, Kern 18. Jahrhundert und Anfang 20. Jahrhundert Rückgebäude, dreigeschossiger traufständiger Satteldachbau, 19./20. Jahrhundert | D-1-73-112-196 Wikidata           | Wohn- und Geschäftshaus                                  |
| Marktstraße 24 (Standort)                                                               | Wohn- und Geschäftshaus | Drei- bzw. viergeschossiger putzgegliederter Flachsatteldach-Eckbau mit durchfenstertem Kniestock, Vorbau und Erker, wohl Anfang 19. Jahrhundert | D-1-73-112-197 Wikidata           | Wohn- und Geschäftshaus                                  |
| Marktstraße 25 (Standort)                                                               | Ehemaliges Benefiziatenhaus | Dreigeschossiger traufständiger Flachsatteldachbau mit barock freskierter Fassade, wohl Anfang 19. Jahrhundert | D-1-73-112-198 Wikidata           | Ehemaliges Benefiziatenhaus                              |
| Marktstraße 26/28 (Standort)                                                            | Doppeltes Wohn- und Geschäftshaus | Viergeschossiger putzgegliederter Flachwalmdachbau in Ecklage mit Erkerbalkon, modern bezeichnet mit „1883“ | D-1-73-112-199 Wikidata           | Doppeltes Wohn- und Geschäftshaus                        |
| Marktstraße 29 (Standort)                                                               | Ehemalige Brauerei und Posthalterei, jetzt Gasthof Kolberbräu                                                                                          | Dreigeschossiger langgestreckter Satteldachbau in traufständiger Lage mit Zwerchhaus, Erker und Putzgliederung, im Kern um 1600, nach 1884 Zusammenlegung zweier Häuser | D-1-73-112-201 Wikidata           | weitere Bilder                                           |
| Marktstraße 30 (Standort)                                                               | Ehemaliger Klammerbräu, jetzt Hotel | Viergeschossiger putzgegliederter Walmdach-Eckbau mit Bogentor und Madonnenmedaillon, um 1820, Kern älter | D-1-73-112-202 Wikidata           | Ehemaliger Klammerbräu, jetzt Hotel                      |
| Marktstraße 31 (Standort)                                                               | Wohn- und Geschäftshaus | Dreigeschossiger ecklagiger Walmdachbau mit Mezzanin, Bogenfries, neugotischem Staffelzwerchgiebel und Wandmalereien, im Kern spätgotisch, später verändert | D-1-73-112-203 Wikidata           | Wohn- und Geschäftshaus                                  |
| Marktstraße 32 (Standort)                                                               | Wohn- und Geschäftshaus | Dreigeschossiger putzgegliederter Walmdach-Eckbau mit Mezzanin und Hausmadonna, erste Hälfte 19. Jahrhundert | D-1-73-112-204 Wikidata           | weitere Bilder                                           |
| Marktstraße 35 (Standort)                                                               | Apotheke und Wohnhaus, sogenannte Alte Hofapotheke | Dreigeschossiger traufseitiger Satteldachbau mit Mezzanin, Putzgliederung und Wandmalereien, zweite Hälfte 19. Jahrhundert, Fresken Anfang 19. Jahrhundert | D-1-73-112-206 Wikidata           | weitere Bilder                                           |
| Marktstraße 36; Schulgasse 4 (Standort)                                                 | Wohn- und Geschäftshaus | Dreigeschossiger putzgegliederter Walmdach-Eckbau mit Mezzanin, Eckerkerturm und neugotischem Dekor, um 1870 | D-1-73-112-207 Wikidata           | Wohn- und Geschäftshaus                                  |
| Marktstraße 37 (Standort)                                                               | Wohnhaus und Café | Viergeschossiger traufständiger Satteldachbau mit Rauputzgliederung und Medaillonbild, erste Hälfte 19. Jahrhundert | D-1-73-112-208 Wikidata           | Wohnhaus und Café                                        |
| Marktstraße 38 (Standort)                                                               | Wohn- und Geschäftshaus | Viergeschossiger putzgegliederter Flachsatteldachbau mit über Stichbögen vorkragendem oberen Teil, Kern wohl zweite Hälfte 16. Jahrhundert | D-1-73-112-209 Wikidata           | Wohn- und Geschäftshaus                                  |
| Marktstraße 39 (Standort)                                                               | Ehemaliger Gasthof Tölzer Hof, jetzt Hotel | Dreigeschossiger putzgegliederter Flachsatteldachbau mit hohem Kniestock, Stuckdekor und neubarocker Fassadenmalerei, Kern 18. Jahrhundert, Malerei 1928 von Heinrich Bickl | D-1-73-112-210 Wikidata           | Ehemaliger Gasthof Tölzer Hof, jetzt Hotel               |
| Marktstraße 40 (Standort)                                                               | Wohn- und Geschäftshaus | Viergeschossiger schmaler Flachsatteldachbau mit Erker und klassizistischem Stuckdekor, erstes Viertel 19. Jahrhundert | D-1-73-112-211 Wikidata           | Wohn- und Geschäftshaus                                  |
| Marktstraße 41 (Standort)                                                               | Weinhaus Höckh | Dreigeschossiger putzgegliederter Walmdachbau mit Mezzanin, Erker und Fassadenmalereien, im Kern 15./16. Jahrhundert, Gliederung und Flachwalm gegen Mitte 19. Jahrhundert, Fassade 1904 nach Entwürfen von Gabriel von Seidl, später vereinfacht; mit historischer Ausstattung | D-1-73-112-212 Wikidata           | weitere Bilder                                           |
| Marktstraße 42; 44 (Standort)                                                           | Ehemaliger Bräumaurerbräu, jetzt Wohn- und Geschäftshaus                                                                                               | Dreigeschossiger Flachsatteldachbau mit historisierender Putzgliederung und genutetem Erdgeschoss, Gliederung Mitte 19. Jahrhundert, Kern älter | D-1-73-112-214 Wikidata           | Ehemaliger Bräumaurerbräu, jetzt Wohn- und Geschäftshaus |
| Marktstraße 43 (Standort)                                                               | Ehemaliges Rathaus, sogenanntes Altes Rathaus, seit 1903 Wohn- und Geschäftshaus                                                                       | Dreigeschossiger putz- und stuckgegliederter Flachsatteldachbau mit Giebelmedaillon und Zwiebel-Dachreiter, Kern nach 1634, durch Gabriel von Seidl 1904/05 umgebaut, Brand im Inneren 1993 | D-1-73-112-213 Wikidata           | weitere Bilder                                           |
| Marktstraße 45; Marktstraße 45a (Standort)                                              | Wohn- und Geschäftshaus, sogenanntes Sporrerhaus | Dreigeschossiger Flachsatteldachbau mit Kniestock, barocker Fassadenmalerei und stuckiertem Portal, im Kern 18. Jahrhundert, Malereien erneuert | D-1-73-112-215 Wikidata           | Wohn- und Geschäftshaus, sogenanntes Sporrerhaus         |
| Marktstraße 47 (Standort)                                                               | Wohn- und Geschäftshaus | Dreigeschossiger Flachsatteldachbau mit barockisierender Stuckgliederung und Wandbild am Kastenerker, Mitte 19. Jahrhundert, im Kern älter | D-1-73-112-216 Wikidata           | Wohn- und Geschäftshaus                                  |
| Marktstraße 48 (Standort)                                                               | Ehemaliges Rathaus, 1903–79 Rathaus, jetzt Stadtmuseum                                                                                                 | Viergeschossiger stuckgegliederter Doppelgiebelbau in barockisierenden Formen mit Kastenerkern, reicher Bemalung, Giebeluhr und Dachreitern, drittes Viertel 18. Jahrhundert, 1903/04 nach Plänen Gabriel von Seidls umgebaut | D-1-73-112-217 Wikidata           | weitere Bilder                                           |
| Marktstraße 50 (Standort)                                                               | Wohn- und Geschäftshaus | Viergeschossiger traufständiger Flachsatteldachbau mit Rauputzgliederung und Kniestock-Oculi, erste Hälfte 19. Jahrhundert | D-1-73-112-219 Wikidata           | Wohn- und Geschäftshaus                                  |
| Marktstraße 52 (Standort)                                                               | Wohn- und Geschäftshaus | Dreigeschossiger Flachsatteldach mit Kniestock, Kern 18. Jahrhundert | D-1-73-112-221 Wikidata           | Wohn- und Geschäftshaus                                  |
| Marktstraße 53 (Standort)                                                               | Ehemaliger Mairbräu, jetzt Wohn- und Geschäftshaus | Dreigeschossiger putzdekorierter Flachsatteldachbau mit Kniestock und kleiner Wappenkartusche, Kern 18. Jahrhundert, Fensterrahmungen Anfang 20. Jahrhundert, „1948“ erneuert und bezeichnet | D-1-73-112-222 Wikidata           | Ehemaliger Mairbräu, jetzt Wohn- und Geschäftshaus       |
| Marktstraße 54 (Standort)                                                               | Wohn- und Geschäftshaus | Dreigeschossiger putzgegliederter Flachsatteldachbau mit Giebelluken und Fassadenmalereien, zweite Hälfte 18. Jahrhundert, barockes Fresko modern übergangen | D-1-73-112-223 Wikidata           | Wohn- und Geschäftshaus                                  |
| Marktstraße 55 (Standort)                                                               | Ehemaliger Oswaldbräu, jetzt Wohn- und Geschäftshaus                                                                                                   | Dreigeschossiger putzgegliederter Flachsatteldachbau mit Kniestock, Korbbogentor und barockem Fresko, zweite Hälfte 18. Jahrhundert | D-1-73-112-224 Wikidata           | Ehemaliger Oswaldbräu, jetzt Wohn- und Geschäftshaus     |
| Marktstraße 56 (Standort)                                                               | Wohn- und Geschäftshaus | Dreigeschossiger schmaler Flachsatteldachbau mit Putzdekor, kleinem Medaillonbild und großem Giebelfenster, 18. und Anfang 20. Jahrhundert | D-1-73-112-225 Wikidata           | Wohn- und Geschäftshaus                                  |
| Marktstraße 57 (Standort)                                                               | Wohn- und Geschäftshaus, sogenanntes Moralthaus | Dreigeschossiger putzgegliederter Flachsatteldachbau mit Stuckdekor, Erkern, Korbbogentor und Giebelfresko, Kern 18. Jahrhundert, Umbau 1921, Fresko 1921 von Joseph Hillerbrand | D-1-73-112-226 Wikidata           | weitere Bilder                                           |
| Marktstraße 59 (Standort)                                                               | Ehemaliges Pfleghaus, jetzt Wohn- und Geschäftshaus | Dreigeschossiger ecklagiger Flachsatteldachbau mit Steherker und seitlichem historisierendem Wandfresko, modern bezeichnet mit „1485“, Überarbeitung mit Fassadenentwurf von Gabriel von Seidl 1906 | D-1-73-112-228 Wikidata           | weitere Bilder                                           |
| Marktstraße 60 (Standort)                                                               | Wohn- und Geschäftshaus | Dreigeschossiger putzgegliederter Flachsatteldach mit kleinem Wandbild zwischen den Giebelluken, Kern 18. und Anfang 20. Jahrhundert, Fresko 1928 von Karl Sonner | D-1-73-112-229 Wikidata           | Wohn- und Geschäftshaus                                  |
| Marktstraße 61, 61a, 61b (Standort)                                                     | Doppelhaus | Dreigeschossiger putzgegliederter Flachsatteldachbau in Ecklage mit kleiner Bildkartusche, Kern 18. und Anfang 20. Jahrhundert | D-1-73-112-230 Wikidata           | Doppelhaus                                               |
| Marktstraße 62 (Standort)                                                               | Wohn- und Geschäftshaus | Dreigeschossiger Flachsatteldachbau mit Putzgliederung in Formen des späten Maximiliansstils, um 1860, Kern älter | D-1-73-112-231 Wikidata           | Wohn- und Geschäftshaus                                  |
| Marktstraße 64 (Standort)                                                               | Wohn- und Geschäftshaus | Dreigeschossiger putzgegliederter Flachsatteldachbau mit schmiedeeisernem Ausleger, Anfang 19. Jahrhundert | D-1-73-112-233 Wikidata           | Wohn- und Geschäftshaus                                  |
| Marktstraße 65 (Standort)                                                               | Wohn- und Geschäftshaus | Dreigeschossiger traufständiger Satteldachbau mit Gesimsgliederung, Mitte 19. Jahrhundert | D-1-73-112-234 Wikidata           | Wohn- und Geschäftshaus                                  |
| Marktstraße 66; Marktstraße 68 (Standort)                                               | Doppelhaus | Dreigeschossiger Flachsatteldachbau mit teilweise profilierten Pfettenköpfen, letztes Viertel 18. Jahrhundert | D-1-73-112-235 Wikidata           | Doppelhaus                                               |
| Marktstraße 67 (Standort)                                                               | Wohn- und Geschäftshaus | dreigeschossiger traufständiger Satteldachbau mit kleinem Wandbild, Mitte 19. Jahrhundert | D-1-73-112-236 Wikidata           | Wohn- und Geschäftshaus                                  |
| Marktstraße 69 (Standort)                                                               | Wohn- und Geschäftshaus | Dreigeschossiger putzgegliederter Flachsatteldachbau mit Giebeloculi und kleinem Wandbild, Kern 18. Jahrhundert, Gliederung Mitte 19. Jahrhundert | D-1-73-112-238 Wikidata           | Wohn- und Geschäftshaus                                  |
| Marktstraße 71 (Standort)                                                               | Wohn- und Geschäftshaus | Dreigeschossiger putzgegliederter Flachwalmdachbau mit Mezzanin, zweites Viertel 19. Jahrhundert | D-1-73-112-240 Wikidata           | Wohn- und Geschäftshaus                                  |
| Marktstraße 73 (Standort)                                                               | Wohn- und Geschäftshaus | Dreigeschossiger putzgegliederter Flachsatteldachbau mit Giebelfresko, Kern 18. Jahrhundert, Gliederung drittes Viertel 19. Jahrhundert, Fresko wohl 20. Jahrhundert | D-1-73-112-242 Wikidata           | Wohn- und Geschäftshaus                                  |
| Marktstraße 75 (Standort)                                                               | Wohn- und Geschäftshaus, sogenanntes Haus zum Herrn unterm Turm                                                                                        | Dreigeschossiger rauputzgegliederter Walmdachbau mit Mezzanin und Wandbildern, zweites Viertel 19. Jahrhundert, Fresken von Waldemar Kolmsperger 1907 Nebengebäude, erdgeschossiger rauputzgegliederter Mansarddachbau, erste Hälfte 19. Jahrhundert | D-1-73-112-244 Wikidata           | weitere Bilder                                           |
| Marktstraße (Standort)                                                                  | Denkmal und Kriegergedächtnisstätte, sogenanntes Winzerer-Denkmal, Denkmal für Kaspar Winzerer, zugleich Kriegerdenkmal für die Gefallenen von 1870/71 | Bronzene Gussfigur auf hohem Steinsockel mit vier Bronzerelieftafeln, von Ferdinand von Miller dem Jüngeren, 1887 | D-1-73-112-245 Wikidata           | weitere Bilder                                           |
| Messerschmiedgasse 1 (Standort)                                                         | Wohnhaus | Dreigeschossiger putzgegliederter Flachsatteldachbau mit Giebelluke und bemalten Pfettenköpfen, Mitte 19. Jahrhundert | D-1-73-112-246 Wikidata           | Wohnhaus                                                 |
| Messerschmiedgasse 3a/b (Standort)                                                      | Wohnhaus | Dreigeschossiger Flachsatteldachbau mit kleiner Figurennische und Giebelfresko, zweite Hälfte 18. Jahrhundert | D-1-73-112-247 Wikidata           | Wohnhaus                                                 |
| Mühlgasse 2 (Standort)                                                                  | Wohnhaus | Dreigeschossiger freistehender Flachsatteldachbau mit Giebeloculi und profilierten Balkenköpfen, erste Hälfte 19. Jahrhundert | D-1-73-112-248 Wikidata           | weitere Bilder                                           |
| Nähe Arzbacher Straße, westlich der Straße nach Bocksleiten (Standort)                  | Sogenannte Kaiserquelle | Zirka 40 m langer gewölbter Stollen mit Quellgrotte, 1890 eröffnet, bis 1914 in Kreidebergwerk integriert | D-1-73-112-313 Wikidata           | BW                                                       |
| Nähe Benediktbeurer Straße (Standort)                                                   | Bildstock | Geschnitzter Holzpfeiler mit Arma-Christi-Reliefs und kleinen Bildfeldern, bezeichnet mit „1721“ und „1871“ | D-1-73-112-312 Wikidata           | weitere Bilder                                           |
| Nähe Gaißacher Straße (Standort)                                                        | Ehemaliger Bierkeller, sogenannter Grünerbräukeller | Zweigeschossiger Steildachbau mit Giebeltüren und angeschlepptem Anbau, 18. Jahrhundert (Haus wurde abgerissen) | D-1-73-112-18 Wikidata            | BW                                                       |
| Nähe Wachterstraße (Standort)                                                           | Stadel | Breit gelagerter Satteldachbau mit segmentbogigem Giebeltor und verbrettertem Giebel, um 1908/10 | D-1-73-112-273 Wikidata           | Stadel                                                   |
| Nockhergasse 1/3 (Standort)                                                             | Doppelhaus | Viergeschossiger ecklagiger Doppelgiebelbau über geknicktem Grundriss mit Flachsatteldächern und östlicher Rauputzgliederung mit Wandbild, Nr. 1 18. Jahrhundert, Nr. 3 um 1800 | D-1-73-112-249 Wikidata           | Doppelhaus                                               |
| Nockhergasse 9 (Standort)                                                               | Halbhaus mit Laden | Dreigeschossiger Pultdachbau mit Balkon, 18./19. Jahrhundert | D-1-73-112-250 Wikidata           | Halbhaus mit Laden                                       |
| Nockhergasse 11 (Standort)                                                              | Wohnhaus | Viergeschossiger schmaler Flachsatteldachbau mit Giebelluken, 18. und 19. Jahrhundert | D-1-73-112-251 Wikidata           | Wohnhaus                                                 |
| Nockhergasse 13 (Standort)                                                              | Wohnhaus mit Laden | Dreigeschossiger Flachsatteldachbau mit Kniestock und Kruzifix, 18. und 19. Jahrhundert, gefasste Holzskulptur mit Mater Dolorosa wohl Ende 17. Jahrhundert | D-1-73-112-252 Wikidata           | Wohnhaus mit Laden                                       |
| Nockhergasse 15 (Standort)                                                              | Wohnhaus mit Ladengeschäft | Dreigeschossiger Flachsatteldachbau mit Kniestock, gemalter Gliederung und Wandbild, 18. und 19. Jahrhundert, Malereien modern | D-1-73-112-253 Wikidata           | Wohnhaus mit Ladengeschäft                               |
| Nockhergasse 21 (Standort)                                                              | Wohnhaus | Dreigeschossiger Flachsatteldachbau mit kleinem Wandbild, erste Hälfte 19. Jahrhundert | D-1-73-112-254 Wikidata           | Wohnhaus                                                 |
| Nockhergasse 23 (Standort)                                                              | Wohnhaus | Dreigeschossiger ecklagiger Flachsatteldachbau mit angeschleppt zurückgesetztem Anbau und Giebelluken, erste Hälfte 19. Jahrhundert | D-1-73-112-255 Wikidata           | Wohnhaus                                                 |
| Römergasse 3 (Standort)                                                                 | Wohnhaus mit Laden | Dreigeschossiger putzdekorierter Flachsatteldachbau mit Wandbildern und Giebelluken, zweite Hälfte 18. Jahrhundert | D-1-73-112-258 Wikidata           | Wohnhaus mit Laden                                       |
| Römergasse 5 (Standort)                                                                 | Handwerkerhaus mit Laden | Dreigeschossiger putzgegliederter Flachsatteldachbau in Ecklage mit geböschtem Eckpfeiler und kleinem Wandbild, zweite Hälfte 18. Jahrhundert | D-1-73-112-259 Wikidata           | Handwerkerhaus mit Laden                                 |
| Säggasse 6 (Standort)                                                                   | Bildstock | Putzgegliederte Nischenädikula mit barocker Heiligenfigur, 1865, hölzerner heiliger Johannes Nepomuk um 1980 | D-1-73-112-261 Wikidata           | Bildstock                                                |
| Salzstraße 1 (Standort)                                                                 | Wandbild | Kleines quadratisches Fresko, zweite Hälfte 18. Jahrhundert | D-1-73-112-262 Wikidata           | weitere Bilder                                           |
| Salzstraße 2 (Standort)                                                                 | Wohnhaus | Zweigeschossiger rauputzgegliederter Mansard-Halbwalmdachbau mit Ochsenaugen, Kern zweites Viertel 19. Jahrhundert, bezeichnet mit „1906“ | D-1-73-112-263 Wikidata           | Wohnhaus                                                 |
| Salzstraße 3 (Standort)                                                                 | Wohnhaus | Dreigeschossiger Flachsatteldachbau auf hohem Unterbau mit Giebelluken, 18. Jahrhundert | D-1-73-112-264 Wikidata           | Wohnhaus                                                 |
| Salzstraße 4 (Standort)                                                                 | Wohn- und Geschäftshaus | Zweigeschossiger putzgegliederter Satteldachbau in Ecklage mit Stichbogenfenstern, modern bezeichnet mit „1720“ | D-1-73-112-265 Wikidata           | Wohn- und Geschäftshaus                                  |
| Salzstraße 15 (Standort)                                                                | Wohnhaus | Zweigeschossiger Flachsatteldachbau mit Giebelluken und kleinem Ölbild, zweite Hälfte 18. Jahrhundert | D-1-73-112-266 Wikidata           | Wohnhaus                                                 |
| Salzstraße 17 (Standort)                                                                | Wohnhaus | Zweigeschossiger Flachsatteldachbau mit Kniestock und Giebelluken, zweite Hälfte 18. Jahrhundert | D-1-73-112-267 Wikidata           | Wohnhaus                                                 |
| Salzstraße 19/21 (Standort)                                                             | Doppelhaus | Zweigeschossiger breit gelagerter Flachsatteldachbau, zweite Hälfte 18. Jahrhundert | D-1-73-112-268 Wikidata           | Doppelhaus                                               |
| Salzstraße 23 (Standort)                                                                | Wohnhaus | Dreigeschossiger putz- und stuckgegliederter Satteldachbau mit Kniestock und Segmentbogenfenstern, erste Hälfte 19. Jahrhundert | D-1-73-112-269 Wikidata           | Wohnhaus                                                 |
| Salzstraße 25 (Standort)                                                                | Wohnhaus | Dreigeschossiger Satteldachbau mit Giebelluken, erste Hälfte 19. Jahrhundert | D-1-73-112-270 Wikidata           | Wohnhaus                                                 |
| Salzstraße 27 (Standort)                                                                | Wohnhaus | Dreigeschossiger ecklagiger Flachsatteldachbau mit Hausmadonna, erste Hälfte 19. Jahrhundert | D-1-73-112-271 Wikidata           | Wohnhaus                                                 |
| Salzstraße 31 (Standort)                                                                | Gasthof Zantl | Dreigeschossiger traufständiger Satteldachbau in Ecklage mit Putzgliederung und Stichbogenfenstern, um 1860 | D-1-73-112-272 Wikidata           | Gasthof Zantl                                            |
| Salzstraße 35 (Standort)                                                                | Katholische Filial- und Wallfahrtskirche Mariahilf, sogenannte Mühlfeldkirche                                                                          | Barocker Saalbau mit eingezogenem halbrundem Chor und Zwiebel-Westturm, von Lorenz Reiter nach Plänen von Joseph Schmuzer, 1735–37, Turmoberbauentwurf 1759 von Lorenz Sappl; mit Ausstattung | D-1-73-112-274 Wikidata           | weitere Bilder                                           |
| Schulgasse 1 (Standort)                                                                 | Ehemaliger Radlbräu und Mädchenschule | Dreigeschossiger putz- und stuckgegliederter Bau mit mansard-halbwalmgedeckten giebelseitigen Eckrisaliten, Mitte 19. Jahrhundert, Stuckfelderung Anfang 20. Jahrhundert | D-1-73-112-277 Wikidata           | Ehemaliger Radlbräu und Mädchenschule                    |
| Schulgraben 2 (Standort)                                                                | Ehemalige Knabenschule | Dreigeschossiger putzgegliederter Halbwalmdachbau in barockisierenden Formen über Unterbau mit Walmdach-Querbau, 1892, gratgewölbte Keller 16./17. Jahrhundert | D-1-73-112-278 Wikidata           | Ehemalige Knabenschule                                   |
| Wachterstraße 6 (Standort)                                                              | Wohnhaus | Zweigeschossiger putzgegliederter Flachsatteldachbau mit Kniestock, Zwerchhaus, über Eck gesetztem Erkerturm und Balkonen, um 1900 | D-1-73-112-311 Wikidata           | Wohnhaus                                                 |
| Wachterstraße 21 (Standort)                                                             | Ehemalige Brauerei, sogenanntes Tölzer Bräustüberl | Abgewinkelte Anlage aus Gasthaus und Lagergebäude Gasthaus, zweigeschossiger putzgegliederter Schopfwalmdachbau in barockisierenden Heimatstilformen mit Stuckdekor, bezeichnet mit „1925“ Lagergebäude, zweigeschossiger Satteldachbau, spätes 18. Jahrhundert | D-1-73-112-279 Wikidata           | Ehemalige Brauerei, sogenanntes Tölzer Bräustüberl       |
| Wilhelmstraße 8 (Standort)                                                              | Landhaus | Zweigeschossiger zweiflügeliger Walmdach-Eckbau mit Balkons, abgeschrägter Ecke und obergeschossigen Rundbogenfenstern, um 1910 | D-1-73-112-280 Wikidata           | Landhaus                                                 |
| Zollhausweg 5 (Standort)                                                                | Landhaus | Zweigeschossiger putzgegliederter Halbwalmdachbau in historisierenden Formen mit Schweifgiebel-Querbau und Altanen, Anfang 20. Jahrhundert | D-1-73-112-281 Wikidata           | weitere Bilder                                           |

### Abrain
| Lage                 | Objekt                      | Beschreibung | Akten-Nr.               | Bild                        |
| -------------------- | --------------------------- | --- | ----------------------- | --------------------------- |
| In Abrain (Standort) | Kapelle Unserer Lieben Frau | Barocker Satteldachbau mit eingezogenem Rechteckchor und verschindeltem Dachreiter, 1648; mit Ausstattung                                 | D-1-73-112-282 Wikidata | weitere Bilder              |
| Abrain 4 (Standort)  | Wohnteil eines Bauernhauses | Zweigeschossiger Blockbau mit Satteldach, Lauben, verbrettertem Kniestock und Giebelfeld, erste Hälfte 18. Jahrhundert, Dachaufbau später | D-1-73-112-283 Wikidata | Wohnteil eines Bauernhauses |
| Abrain 10 (Standort) | Wohnteil eines Bauernhauses | Flachsatteldachbau mit Blockbau-Obergeschoss, umlaufender Laube und teilverschalter Giebellaube, letztes Viertel 18. Jahrhundert          | D-1-73-112-284 Wikidata | Wohnteil eines Bauernhauses |

### Bocksleiten
| Lage                      | Objekt                           | Beschreibung                                                  | Akten-Nr.               | Bild |
| ------------------------- | -------------------------------- | ------------------------------------------------------------- | ----------------------- | ---- |
| Flur Fürholzen (Standort) | Jodquelle, sogenannte Annaquelle | 50 m langer gewölbter Stollen mit Quellfassung, 1857 eröffnet | D-1-73-145-109 Wikidata | BW   |

### Ellbach
| Lage                                                            | Objekt                              | Beschreibung | Akten-Nr.               | Bild            |
| --------------------------------------------------------------- | ----------------------------------- | --- | ----------------------- | --------------- |
| Bachstraße 4 (Standort)                                         | Kleinbauernhaus                     | Flachsatteldachbau mit Blockbau-Obergeschoss, umlaufender Bretterlaube und verschaltem Vordach, erste Hälfte 18. Jahrhundert | D-1-73-112-285 Wikidata | Kleinbauernhaus |
| Kirchstraße 2 (Standort)                                        | Bauernhaus                          | Flachsatteldachbau mit Blockbau-Obergeschoss, zweiseitiger Laube und verschalter Giebellaube, drittes Viertel 18. Jahrhundert | D-1-73-112-286 Wikidata | weitere Bilder  |
| Kirchstraße 6 (Standort)                                        | Katholische Filialkirche St. Martin | Spätgotischer Saalbau mit fünfseitigem Chorschluss und südlichem Spitzhelm-Turm, Ende 15. Jahrhundert, nach 1631 und 1855 verändert; mit Ausstattung Friedhofsmauer, verputzte Mauer mit geböschten Stützpfeilern, 18. Jahrhundert | D-1-73-112-287 Wikidata | weitere Bilder  |
| Ellbach, Nähe Bachstraße am südöstlichen Ortsausgang (Standort) | Kapelle                             | Tonnengewölbter Rechteckbau mit Steildach, im Kern 18. Jahrhundert, im 19. Jahrhundert verlängert; mit Ausstattung | D-1-73-112-290 Wikidata | weitere Bilder  |

### Feichten
| Lage                  | Objekt                      | Beschreibung | Akten-Nr.               | Bild           |
| --------------------- | --------------------------- | --- | ----------------------- | -------------- |
| Feichten 2 (Standort) | Wohnteil eines Bauernhauses | Zweigeschossiger Blockbau mit Flachsatteldach, zweiseitiger Bretterlaube und verschalter Giebellaube, zweite Hälfte 17. Jahrhundert | D-1-73-112-291 Wikidata | weitere Bilder |

### Kirchbichl
| Lage                          | Objekt                                      | Beschreibung | Akten-Nr.               | Bild           |
| ----------------------------- | ------------------------------------------- | --- | ----------------------- | -------------- |
| Münchener Straße 1 (Standort) | Katholische Filialkirche St. Peter und Paul | Spätgotischer Saalbau mit fünfseitigem Chorschluss und südlichem Spitzhelm-Turm, bezeichnet mit 1497, zweite Hälfte 17. Jahrhundert barockisiert; mit Ausstattung | D-1-73-112-292 Wikidata | weitere Bilder |

### Mühlberg
| Lage                      | Objekt     | Beschreibung | Akten-Nr.               | Bild           |
| ------------------------- | ---------- | --- | ----------------------- | -------------- |
| Obermühlberg 1 (Standort) | Bauernhaus | Zweigeschossiger putzgegliederter Flachsatteldachbau mit durchfenstertem Kniestock und giebelseitigen Balusterbalkons, bezeichnet mit „1876“ | D-1-73-112-293 Wikidata | Bauernhaus     |
| Obermühlberg 3 (Standort) | Wohnhaus   | Zweigeschossiger Schopfwalmdachbau, 18./19. Jahrhundert, restauriert                                                                         | D-1-73-112-294 Wikidata | weitere Bilder |

### Oberhof
| Lage                                                    | Objekt                                     | Beschreibung                                                                                             | Akten-Nr.               | Bild                                       |
| ------------------------------------------------------- | ------------------------------------------ | --- | ----------------------- | ------------------------------------------ |
| Oberhof 1 (Standort)                                    | Gutshof, von Gabriel von Seidl, um 1900/01 | Gutshaus, zweigeschossiger putzgegliederter Walmdachbau mit halbrundem Balusterbalkon und Uhren-Dachreit | D-1-73-112-295 Wikidata | weitere Bilder                             |
| Oberhof 1 (Standort)                                    | Gutshof, von Gabriel von Seidl, um 1900/01 | Ökonomiegebäude, Satteldachbau mit verbrettertem Obergeschoss und Heiligenfiguren                        | D-1-73-112-295 Wikidata | Gutshof, von Gabriel von Seidl, um 1900/01 |
| Oberhof 1 (Standort)                                    | Gutshof, von Gabriel von Seidl, um 1900/01 | Einfahrtstor, doppelflügliges Tor mit seitlichen Bogendurchgängen                                        | D-1-73-112-295 Wikidata | Gutshof, von Gabriel von Seidl, um 1900/01 |
| Oberhof 1 (Standort)                                    | Gutshof, von Gabriel von Seidl, um 1900/01 | Park, weitläufige Anlage mit Gartenskulpturen und Architekturteile                                       | D-1-73-112-295 Wikidata | Gutshof, von Gabriel von Seidl, um 1900/01 |
| Flur Oberhof, 500 Meter nördlich am Waldrand (Standort) | Feldkapelle                                | Schopfwalmdachbau mit offener Vorhalle, um 1920; mit Ausstattung                                         | D-1-73-112-296 Wikidata | weitere Bilder                             |

### Ratzenwinkl
| Lage                     | Objekt     | Beschreibung | Akten-Nr.               | Bild           |
| ------------------------ | ---------- | --- | ----------------------- | -------------- |
| Ratzenwinkl 3 (Standort) | Bauernhaus | Satteldachbau mit Blockbau-Obergeschoss, zweiseitiger Laube und verbrettertem Giebelfeld, zweite Hälfte 17. Jahrhundert, Dach später | D-1-73-112-297 Wikidata | weitere Bilder |

### Roßwies
| Lage                                                    | Objekt      | Beschreibung                                         | Akten-Nr.               | Bild        |
| ------------------------------------------------------- | ----------- | ---------------------------------------------------- | ----------------------- | ----------- |
| Nähe Roßwies, nähe Hauptstraße nach Bad Tölz (Standort) | Gedenkkreuz | Ritterkreuzartiges Steinkreuz, bezeichnet mit „1564“ | D-1-73-112-298 Wikidata | Gedenkkreuz |

### Reut
| Lage              | Objekt                       | Beschreibung | Akten-Nr.               | Bild                         |
| ----------------- | ---------------------------- | --- | ----------------------- | ---------------------------- |
| Reut 3 (Standort) | Sogenanntes Landhaus Martini | Zweigeschossiger putzgegliederter Zeltdachbau in barockisierenden Formen mit Loggia am Eingangsrisalit, Erker und südseitiger Terrasse, von Gabriel von Seidl, bezeichnet mit „1911“ | D-1-73-112-314 Wikidata | Sogenanntes Landhaus Martini |

### Schnaitt
| Lage                  | Objekt                     | Beschreibung | Akten-Nr.               | Bild           |
| --------------------- | -------------------------- | --- | ----------------------- | -------------- |
| Schnaitt 3 (Standort) | Ehemaliges Kleinbauernhaus | Architekturbemalter Flachsatteldachbau mit Blockbau-Obergeschoss, zweiseitiger Laube und Kniestock, bezeichnet mit „1677“ | D-1-73-112-299 Wikidata | weitere Bilder |

## Ehemalige Baudenkmäler
In diesem Abschnitt sind Objekte aufgeführt, die früher einmal in der Denkmalliste eingetragen waren, jetzt aber nicht mehr. Objekte, die in anderem Zusammenhang also z. B. als Teil eines Baudenkmals weiter eingetragen sind, sollen hier nicht aufgeführt werden. Aktennummern in diesem Abschnitt sind ehemalige, jetzt nicht mehr gültige Aktennummern.

| Lage                                     | Objekt                                                  | Beschreibung | Akten-Nr.               | Bild                      |
| ---------------------------------------- | ------------------------------------------------------- | --- | ----------------------- | ------------------------- |
| Bad Tölz Bairawieser Straße 3 (Standort) | Wohnhaus                                                | Zweigeschossiger Flachsatteldachbau mit zweiseitiger Laube, Kern 18. und 19. Jahrhundert | D-1-73-112-30 Wikidata  | Wohnhaus                  |
| Bad Tölz Kirchgasse 2, 2a (Standort)     | Wohnhaus mit Laden                                      | Dreigeschossiger Flachsatteldachbau mit Kniestock, Kern 18. Jahrhundert | D-1-73-112-104 Wikidata | weitere Bilder            |
| Bad Tölz Klammergasse 2 (Standort)       | Wohnhaus                                                | Dreigeschossiger Flachsatteldachbau mit Kniestock, Korbbogentor und Giebelluken, Kern zweite Hälfte 17. Jahrhundert | D-1-73-112-106 Wikidata | weitere Bilder            |
| Bad Tölz Marktstraße 27 (Standort)       | Wohn- und Geschäftshaus                                 | Viergeschossiger traufständiger Flachsatteldachbau mit Stuckbänderung und Figurennische, Anfang 19. und Anfang 20. Jahrhundert, 1957 erhöht                                                                                         | D-1-73-112-200 Wikidata | Wohn- und Geschäftshaus   |
| Bad Tölz Marktstraße 49 (Standort)       | Wohn- und Geschäftshaus                                 | Mit Flachsatteldach, im Kern 18. Jahrhundert, Putzrahmungen Anfang 20. Jahrhundert | D-1-73-112-218 Wikidata | Wohn- und Geschäftshaus   |
| Bad Tölz Marktstraße 51 (Standort)       | Ehemaliger Schaftlerbräu, jetzt Wohn- und Geschäftshaus | Dreigeschossiger stuckgegliederter Flachsatteldachbau mit Kniestock, Figurennische und Giebelfresko, modern bezeichnet mit „1651“, Portal bezeichnet mit „1831“, barockisierende Gliederung Anfang 20. Jahrhundert, Fresko erneuert | D-1-73-112-220 Wikidata | weitere Bilder            |
| Bad Tölz Schützenstraße (Standort)       | Denkmal für Gustav Höfler                               | Pfeiler mit Büste, 1882 | D-1-73-112-276          | Denkmal für Gustav Höfler |